# Lockheed L-1011 TriStar
El Lockheed L-1011 TriStar, comúnmente llamado L-1011 (pronunciado «ele-diez-once») o simplemente TriStar, es un avión comercial de reacción de fuselaje ancho, fabricado por la compañía estadounidense Lockheed Corporation. Fue el tercer avión con esas características en entrar en servicio, después del Boeing 747 y del McDonnell Douglas DC-10, y al igual que este último, el TriStar dispone de una configuración de tres motores.
En 1966, Lockheed empezó a trabajar en el que era su primer avión de reacción comercial, a petición de la aerolínea estadounidense American Airlines, que requería de un avión de gran capacidad pero de menor tamaño que el Boeing 747. El desarrollo del TriStar no estuvo exento de problemas, debido a las dificultades financieras que pusieron en riesgo la producción del prototipo y la evolución del avión, pues Lockheed pasaba por problemas financieros causados por el sobrecosto del avión de transporte Lockheed C-5 Galaxy y por la cancelación del programa del helicóptero de combate Lockheed AH-56 Cheyenne. Además, se tuvo que enfrentar a la quiebra del fabricante británico Rolls-Royce, provocada por los altos costes de desarrollo del motor que equipaba al L-1011, el RB211-22B.
El L-1011 fue apodado The Whisper Liner (en español: «el susurrador») en honor a sus potentes y silenciosos motores. Asimismo, tendría una muy buena reputación en cuanto a la eficiencia del servicio, eficiencia económica y, especialmente, en cuestiones tecnológicas por la experiencia de Lockheed en tecnología aplicada en aviación, considerándosele el avión más avanzado durante sus primeros años en el mercado. Sin embargo, no solo fue el aparato más avanzado de la época, sino que se aplicaron nuevos procedimientos en su construcción que no habían sido empleados hasta entonces. Aunque después del fin de la producción, Lockheed se retiró del negocio de la aviación comercial debido al fracaso de ventas del TriStar, las cuales estaban por debajo del objetivo previsto.
Entre 1968 y 1984 fueron fabricados un total de doscientos cincuenta TriStar. Desde su entrada en servicio, el L-1011 ha estado involucrado en 56 incidentes, incluyendo 10 accidentes aéreos, y 534 personas fallecidas.

## Desarrollo

### El nacimiento de un trirreactor
En 1966, cuatro años antes de la entrada en servicio del Boeing 747, muchas aerolíneas mostraban un gran interés en un aparato pequeño de mediano alcance y de fuselaje ancho. Las primeras especificaciones las solicitó American Airlines, que se puso en contacto con Lockheed y Douglas (a partir de 1967 conocida como McDonnell Douglas) para el diseño de un avión de gran capacidad pero de menor tamaño del 747, bimotor, con capacidad para despegar en condiciones meteorológicas tan dispares como las que se daban en los centros de conexión con los que disponía la compañía en Dallas-Ft Worth y Nueva York.

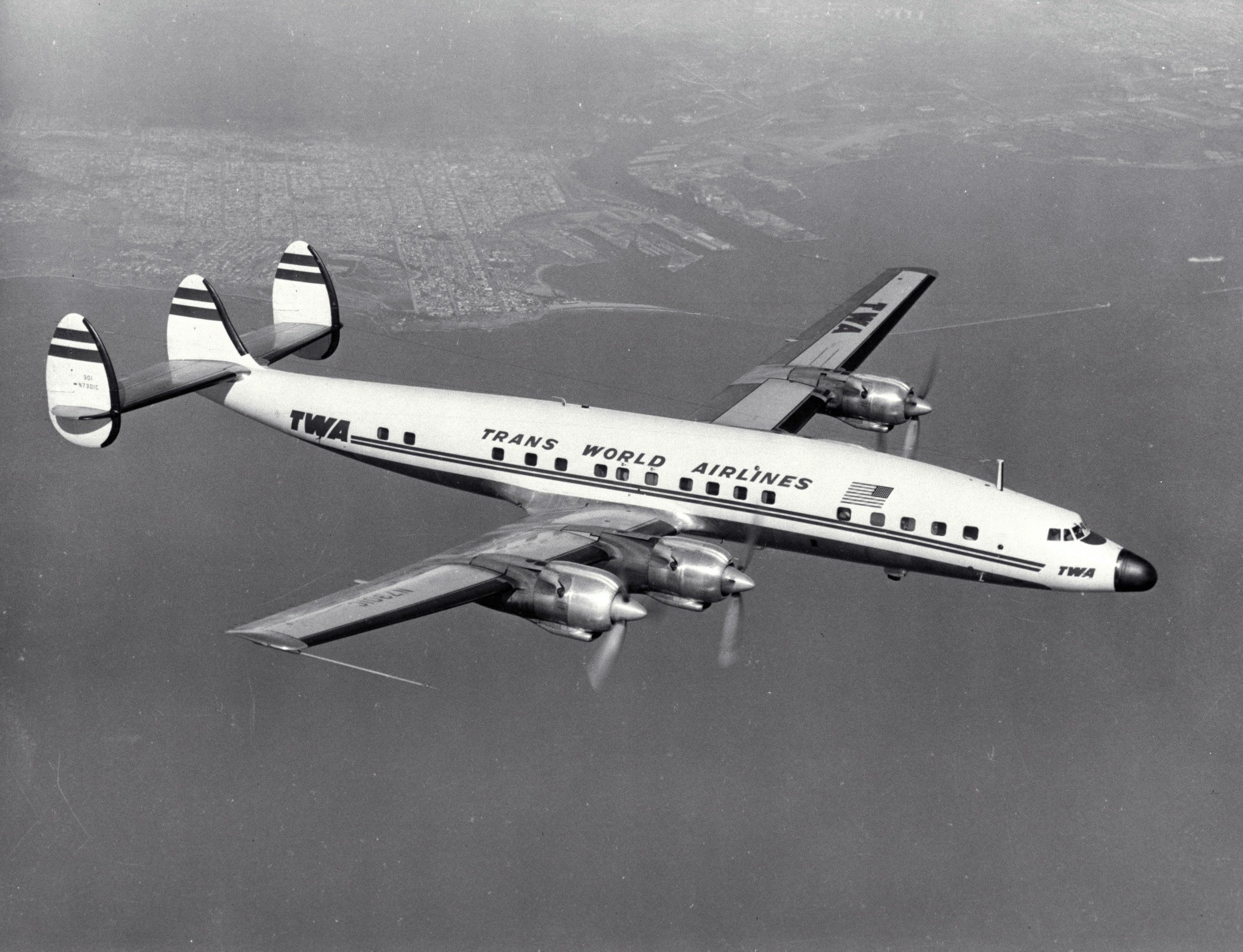
Lockheed L-1049 Constellation de la Trans World Airlines. Hasta la llegada del L-1011 TriStar, era la aeronave civil construida por Lockheed Corporation con mayor éxito comercial.

La compañía Lockheed se ha distinguido mayoritariamente por su gama de productos militares, pero su historial con respecto a las aeronaves civiles se remonta hasta 1927 cuando el monomotor de 6 asientos Lockheed Vega fue introducido. Posteriormente le seguirían los modelos Lockheed Sirius, Lockheed Altair, Lockheed Orion o el Lockheed L-1049 Constellation, que nació en 1943 y llegó a gozar de gran éxito comercial.

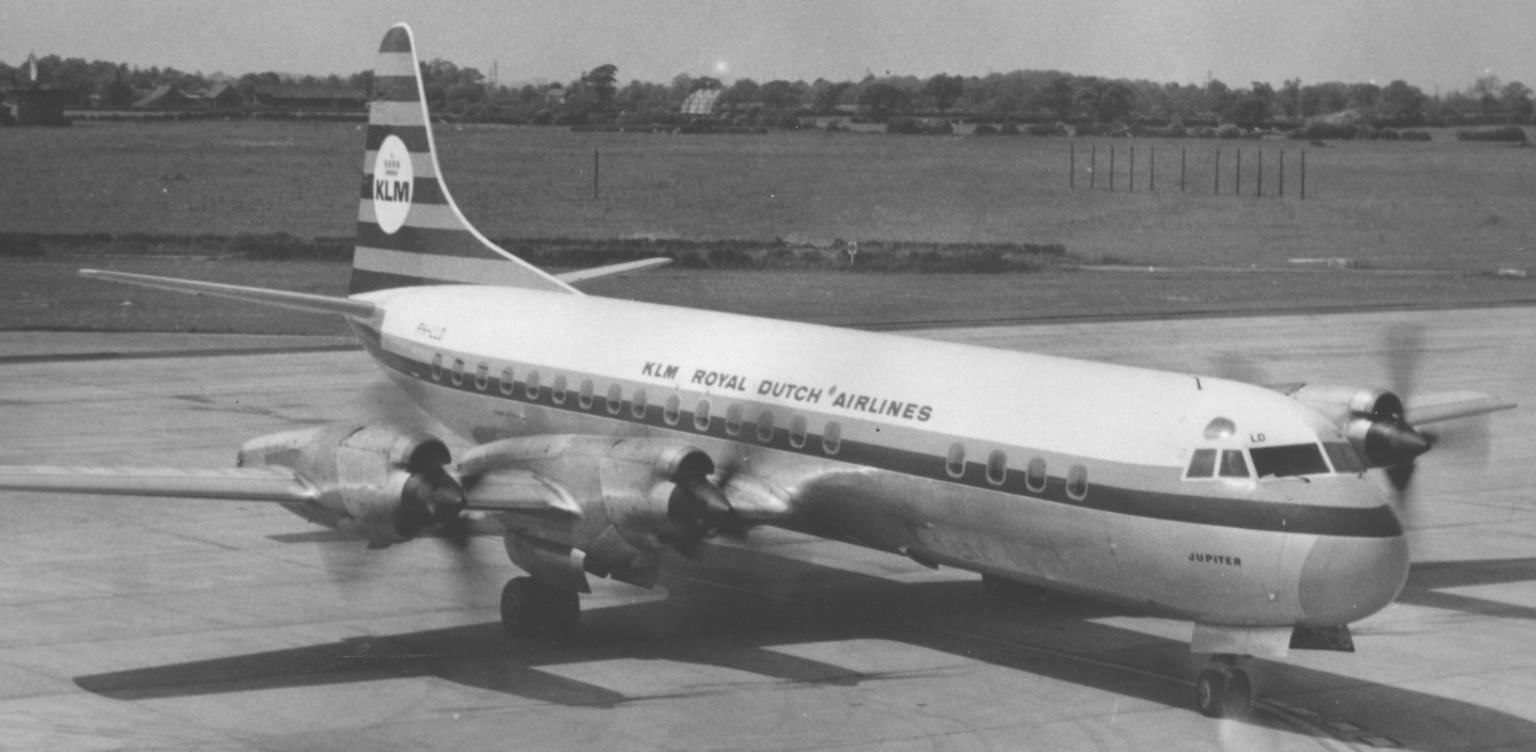
Lockheed L-188 Electra de la KLM. La Lockheed había estado apartada del mercado de la aviación comercial durante una década, debido a una serie de accidentes sufridos por este modelo.

Pero Lockheed había estado ausente en el mercado de aviones civiles desde los años 1950 debido a problemas con su L-188 Electra, que había sufrido una serie de accidentes al principio de su carrera. Sin embargo, tras tener dificultades con algunos de sus programas militares, la compañía estaba deseosa de volver a entrar en el mercado civil, y su propuesta era un avión de menor capacidad que el Boeing 747 y bimotor.
Después de su primera propuesta, Lockheed empezó a mejorar el diseño del proyecto. A las especificaciones de American Airlines se sumarían las propuestas de Eastern Airlines, que apoyaba el diseño de un trirreactor para una mejor cobertura de sus rutas más largas, y se sumó después Trans World Airlines, que al igual que Eastern Airlines, pedía un trirreactor. Todas estas propuestas ayudaron a Lockheed a finalizar el diseño del L-1011. Por esas mismas fechas, Douglas también estaba concluyendo el diseño de su prototipo DC-10.
En noviembre de 1967, Lockheed había cerrado la fase de diseño y empezaba a ofrecer al aparato bajo el nombre de L-1011-365 a diversas aerolíneas. Lockheed había previsto que las aeronaves de 225-300 asientos, como el L-1011, jugarían un rol fundamental en la prevención de la congestión aeroportuaria, frente a los pequeños aviones que no harían más que agravar el problema. Por lo tanto, se estimaba que el L-1011 tenía un potencial de venta de 500 aviones para 1975 (334 en los Estados Unidos, 88 en Europa y 78 en otras partes del mundo), llegando hasta los 800 en 1980 (493 en los Estados Unidos, 197 en Europa y 110 en otras partes del mundo).

### El Lockheed L-1011 y el Douglas DC-10

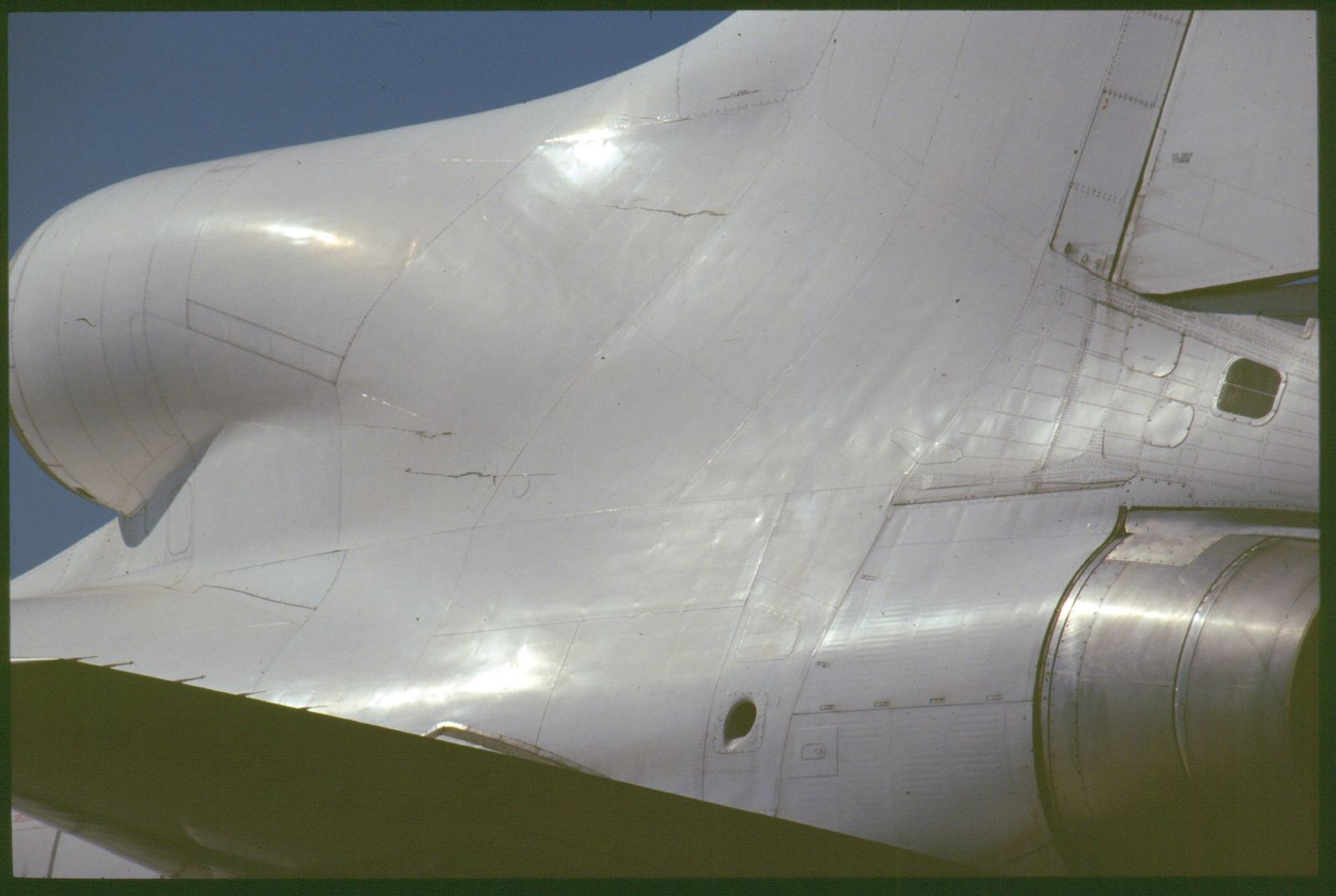
Imagen detallada de la sección trasera del Lockheed TriStar, donde se alberga el conducto en forma de S.

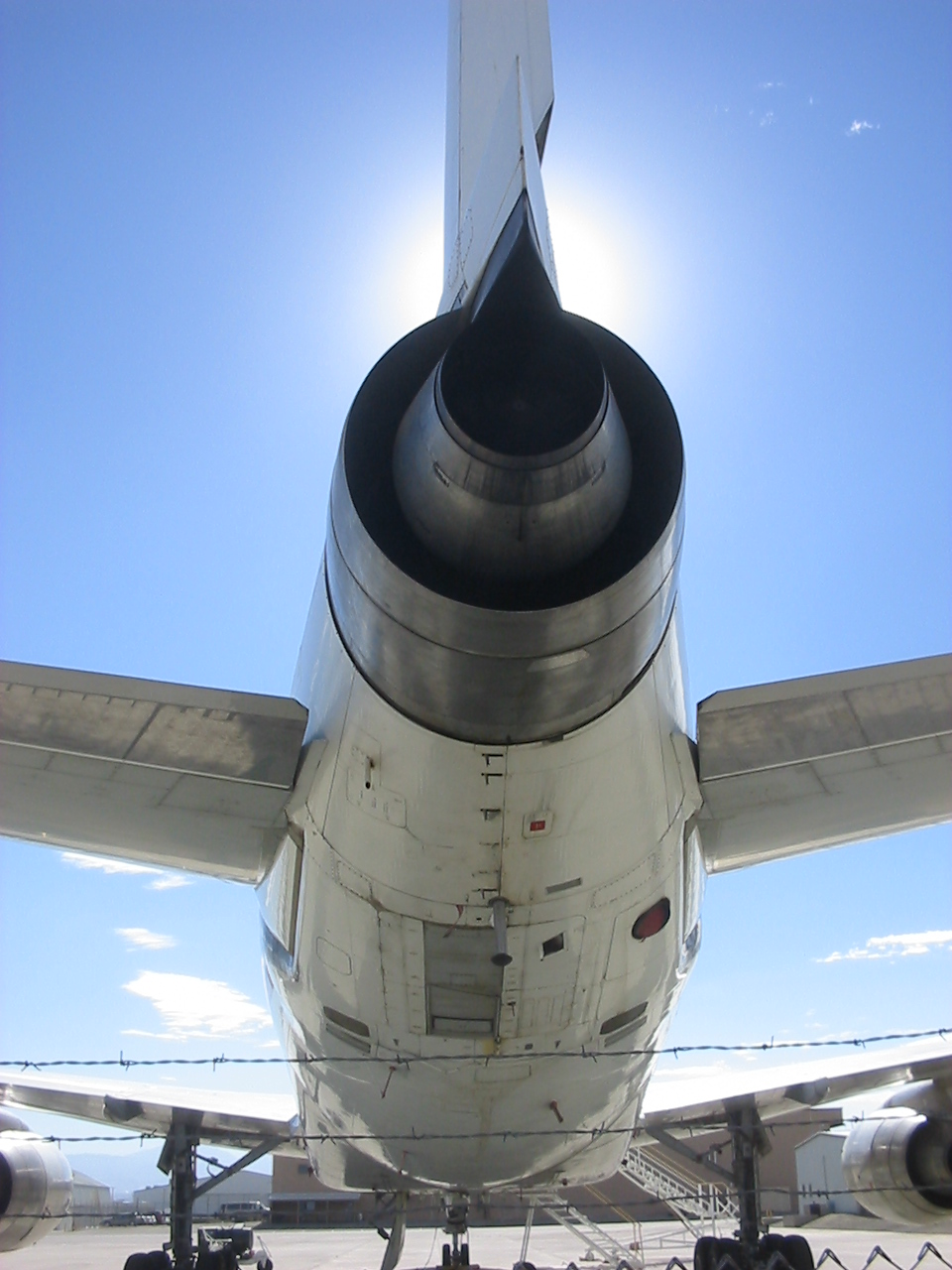
Imagen detallada de la cola del Lockheed TriStar. Se puede apreciar cómo el tercer motor queda integrado en el fuselaje del avión.

Al iniciar el proyecto del TriStar fueron apareciendo muchas similitudes físicas con el Douglas DC-10 que resultaban incómodas para la compañía, pero estas se debían principalmente a que ambos aviones estaban siendo proyectados siguiendo las mismas especificaciones. Los parámetros de diseño estuvieron muy influidos por las restricciones geométricas y dimensionales de los aeropuertos como la longitud y ancho de las pistas de aterrizaje y despegue; así que, aunque similares, no eran idénticos, siendo la diferencia más notable entre ambos la posición del motor de cola.
Douglas optó por una configuración de conducto recto con el motor montado sobre la cola siguiendo el orden de desempeño de los motores en su DC-10, mientras que Lockheed prefirió colocar el tercer motor integrado a la cola y al fuselaje, y al mismo tiempo, la entrada de aire unida a este en la parte superior trasera. Este diseño es conocido como el conducto en forma de S. Es más similar al diseño de los Boeing 727 o Dassault Falcon 50 que al del Douglas DC-10. Este tipo de solución hacía más silencioso al avión, a la vez que le aportaba mayor estabilidad que el DC-10.
Otra gran diferencia entre el L-1011 y el DC-10 era su planta motriz. El DC-10 tenía la posibilidad de escoger entre motores General Electric CF6-50 y Pratt & Whitney JT9D, mientras que el TriStar solo utilizaba los motores Rolls-Royce RB211. La elección del fabricante británico supuso problemas para el desarrollo del TriStar, ya que, a principios de 1971, la compañía Rolls-Royce entraba en bancarrota. Este tiempo supuso para Lockheed retrasos y un avance para el DC-10, que pudo entrar en servicio antes que el TriStar.

### Prototipo

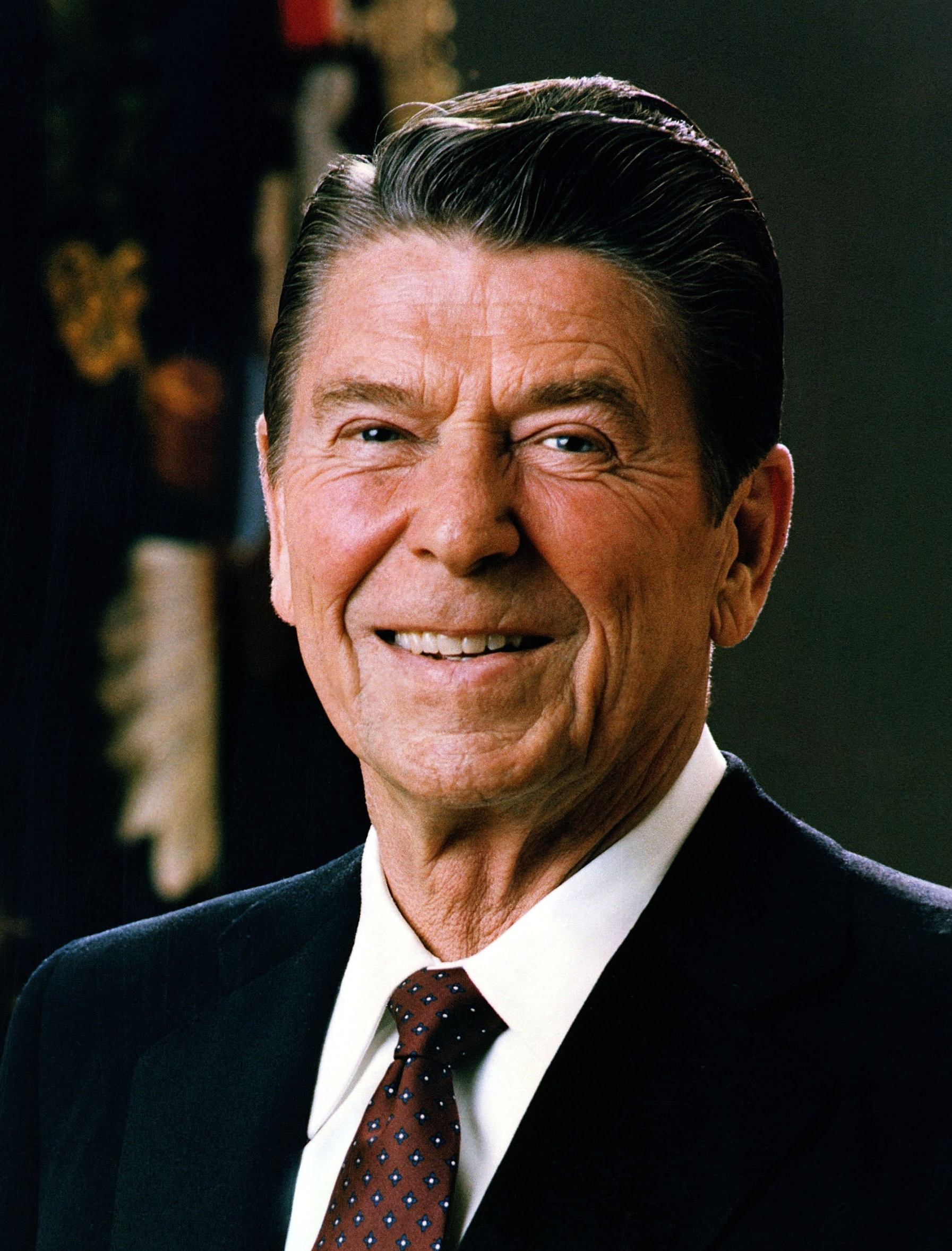
Ronald Reagan en 1981. En 1970, durante su mandato como gobernador de California, Reagan apadrinó al Lockheed TriStar durante su presentación al público.

La manufactura de las piezas del primer L-1011 comenzó el 1 de marzo de 1969, empezando el ensamblado de las mismas en el prototipo el 24 de junio del mismo año. La cabina y la parte trasera del fuselaje fueron unidas con la sección central mediante una gran grúa y la sección central del fuselaje en conjunto con el carenado de la panza fueron unidos con las alas. El trabajo de unión de piezas del prototipo fue completado el 29 de abril de 1970. En junio, el primer trío de motores RB211 llegaron de Rolls-Royce y fueron instalados. Finalmente, el estabilizador vertical y las demás partes del equipo de vuelo y aviónica fueron juntadas. El 20 de julio de 1970, el prototipo estaba finalizado.
El 1 de septiembre de 1970 llegó la fecha de presentación del L-1011, a la cual fue invitado el que en aquel momento era gobernador de California, Ronald Reagan, que apadrinó al Lockheed TriStar durante su presentación al público. El presidente de la Lockheed California Company, Chuck Wagner, mostró el prototipo del L-1011 al gobernador y siguiendo con la salida reglamentaria del aparato, fue llevado hacia los hangares adjuntos de la compañía para visitar las instalaciones donde se realizaban las pruebas de motores, carga, instrumentos y la instalación de sistemas de grabación de datos del vuelo.
El 16 de noviembre de 1970, dos años y medio después de la fecha de lanzamiento, el TriStar despegó de Palmdale (California) en su vuelo inaugural con el número de registro N1011. El peso al despegue fue de 151 t, que incluían 38,6 t de combustible y 18 t de instrumentos de prueba —entre los que se encontraban botes de agua que simulaban el peso de los pasajeros y el equipaje y servían para evaluar los cambios del centro de gravedad del avión—; la distancia recorrida al despegue fue de solo 1,6 km a una velocidad de despegue de 282 km/h.

### Problemas financieros

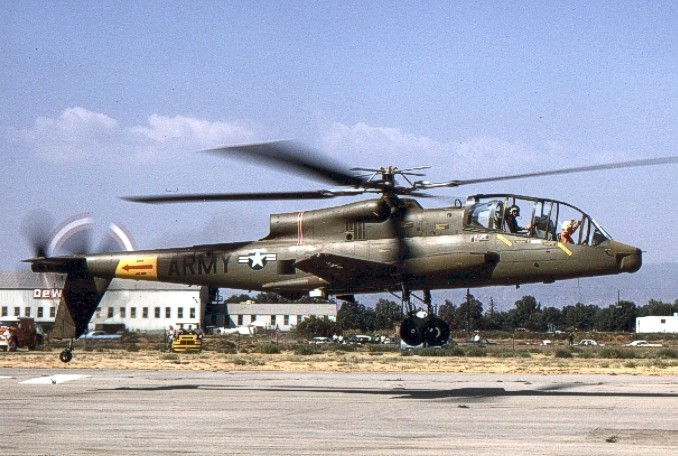
Prototipo del Lockheed AH-56 Cheyenne. La cancelación del programa AH-56, del cual se preveía la venta de 375 ejemplares para el Ejército de los Estados Unidos, fue un duro revés para la situación económica de Lockheed.

En septiembre de 1970, la compañía fabricante de los motores Rolls-Royce anunció que los costes de desarrollo del RB211 habían aumentado hasta los 170,3 millones de libras —cerca del doble de lo inicialmente estimado—, además de que el coste unitario estimado excedía la cantidad de 230 375 libras esterlinas.
Aparte de los problemas financieros por los que estaba atravesando Rolls-Royce, otros obstáculos también hicieron pasar apuros económicos a Lockheed. En mayo de 1969, Lockheed pidió prestados US$400 millones, destinados a financiar el desarrollo del TriStar y otros proyectos militares. Casi un año más tarde, en marzo de 1970, Lockheed anunció que estaba en graves problemas financieros, debido a los desacuerdos con la Fuerza Aérea de los Estados Unidos en el precio del avión de transporte C-5A Galaxy. Además, la cancelación temporal del programa de compra de 375 unidades del helicóptero de combate AH-56 Cheyenne en mayo de 1969 debido a la Guerra de Vietnam, seguida de la cancelación definitiva del programa de desarrollo en 1972, agravó todavía más la situación.

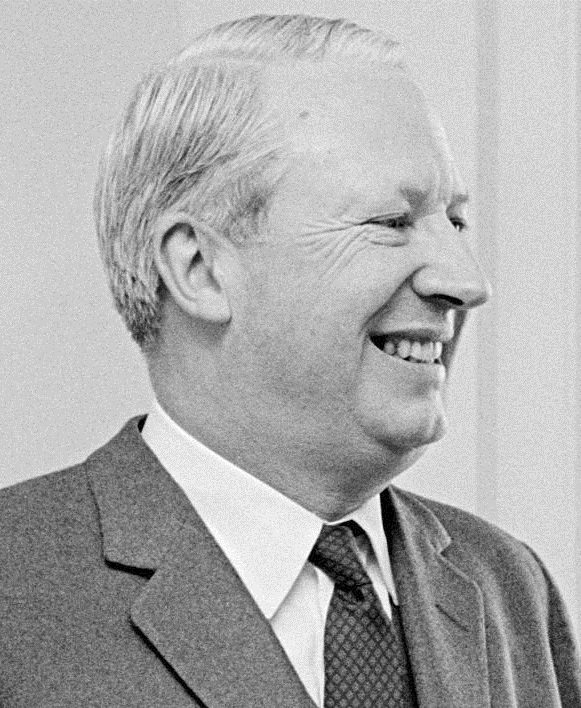
Edward Heath en 1966. Ante la situación de bancarrota en la que se encontraba la compañía Rolls-Royce, el gobierno de Heath decidió nacionalizarla en 1971.

En 1971, Rolls-Royce se había declarado insolvente, y el 4 de febrero de ese mismo año fue llevada a concurso de acreedores, ya que se consideraba que había alcanzado la situación económica de bancarrota. Esta situación ponía en peligro el programa del L-1011 TriStar. Debido a su importancia estratégica, la compañía fue nacionalizada por el gobierno Conservador de Edward Heath, permitiendo que el desarrollo del RB211 se completase.
Lockheed estaba también sumida en una situación vulnerable al ser Rolls-Royce el único proveedor de motores para el TriStar. Esto alteraba los planes del L-1011, por lo que la compañía tanteó la posibilidad de conseguir un proveedor en los Estados Unidos, pero se consideró que cambiar a otros proveedores como General Electric o Pratt & Whitney retrasaría el programa aún más.
Para continuar con el desarrollo del RB211, el gobierno del Reino Unido requirió al gobierno de los Estados Unidos que garantizase los préstamos bancarios que Lockheed necesitaba para completar el proyecto del L-1011. A pesar de existir cierta oposición al trato, el Secretario del Tesoro de los Estados Unidos, John Connally, garantizó un total de 250 millones de dólares, al tener en cuenta que estaban en riesgo 24 000 empleos y una inversión de 1400 millones de dólares. Esta garantía crediticia fue ratificada en 1971, tras la firma por parte de Richard Nixon del Emergency Loan Guarantee Act.
En mayo de 1971, una nueva compañía llamada «Rolls-Royce (1971) Ltd.» adquirió los activos, y poco después firmó un nuevo contrato con Lockheed. El motor fue finalmente certificado para el vuelo el 14 de abril de 1972, un año más tarde de lo que originalmente se había planeado, permitiendo al primer TriStar entrar en servicio con Eastern Airlines el 26 de abril de 1972.

### Producción

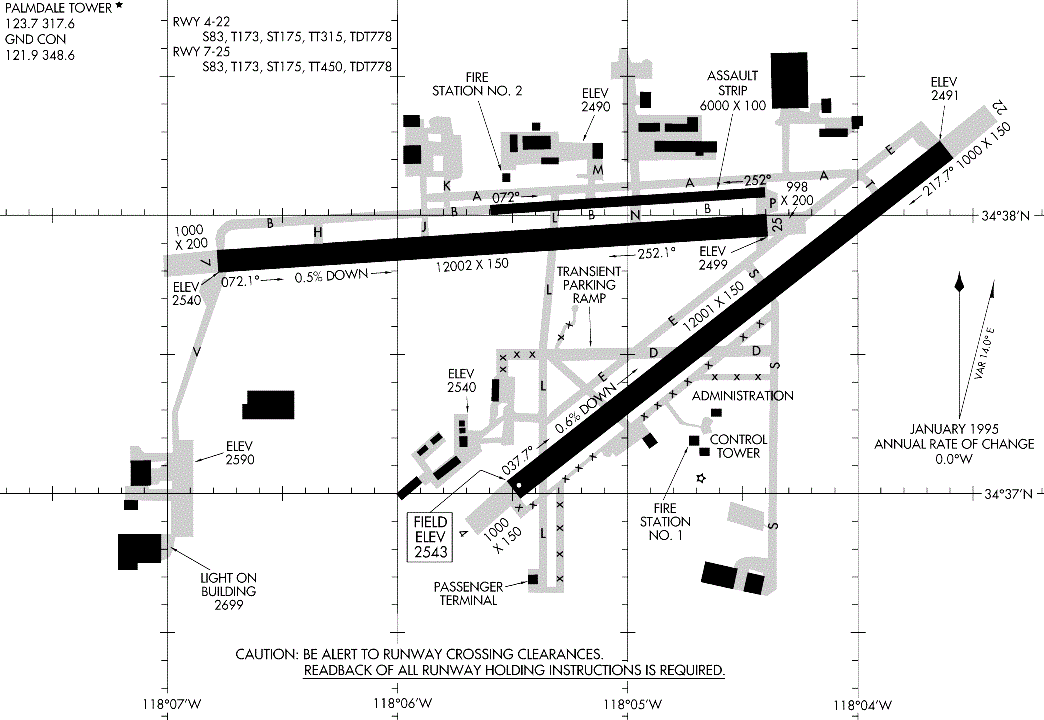
Diagrama de la Planta 42 de la Fuerza Aérea de los Estados Unidos en Palmdale.

Al inicio del programa L-1011, Lockheed tomó la decisión de construir unas nuevas instalaciones que fueran capaces de poder cumplir con las exigencias de la producción. Aunque la mayoría de las partes fueron construidas en Burbank (California), la compañía gastó más de 50 millones de dólares en construir una nueva fábrica dentro del complejo de la Planta 42 de la Fuerza Aérea de los Estados Unidos, en Palmdale (California) para el ensamblaje final del TriStar. La llamada «Star Factory In The Desert» fue un diseño totalmente nuevo que ocupaba 270 hectáreas (667 acres) de terreno.
El complejo de Palmdale estaba compuesto por siete edificios y fue diseñado para incorporar los más avanzados conceptos en la producción de aeronaves y soporte logístico; además, el lugar resultaba idóneo en cuestiones del clima, ya que el mismo era seco y muchos trabajos podían llevarse a cabo al aire libre.
American Airlines, la aerolínea que inicialmente había propuesto las especificaciones para el desarrollo, acabó comprando 25 unidades del Douglas DC-10 con opción a 25 más, a pesar de que había demostrado un gran interés por el L-1011. Lo que llevó a American a tomar esa decisión fue la aceptación por parte de la compañía Douglas de reducir el precio del DC-10. Sin el apoyo de American Airlines, el TriStar comenzó a producirse con los pedidos que primeramente realizaron las compañías estadounidenses TWA y Eastern Airlines.

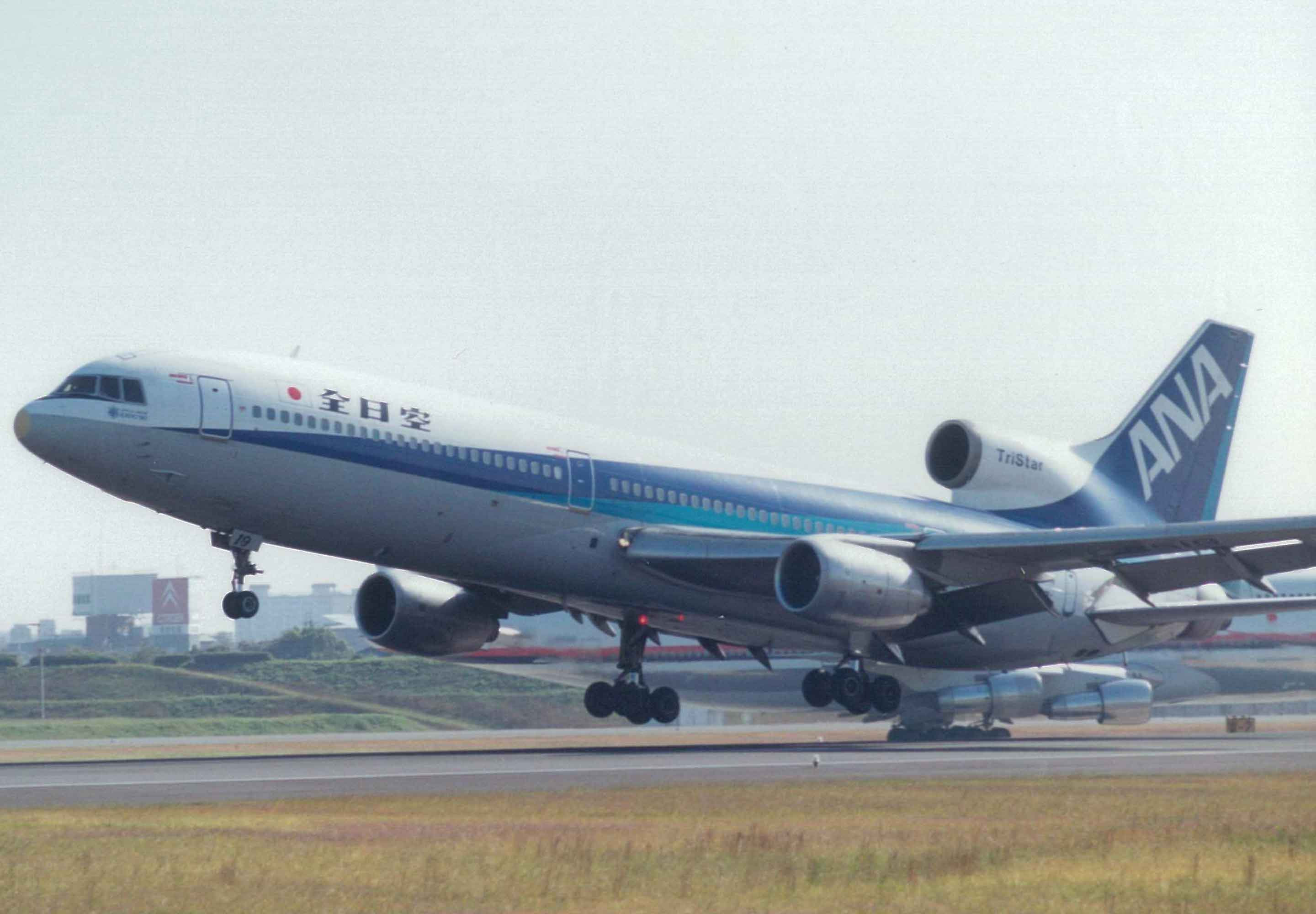
Un L-1011-1 de All Nippon Airways aterrizando en el Aeropuerto Internacional de Osaka.

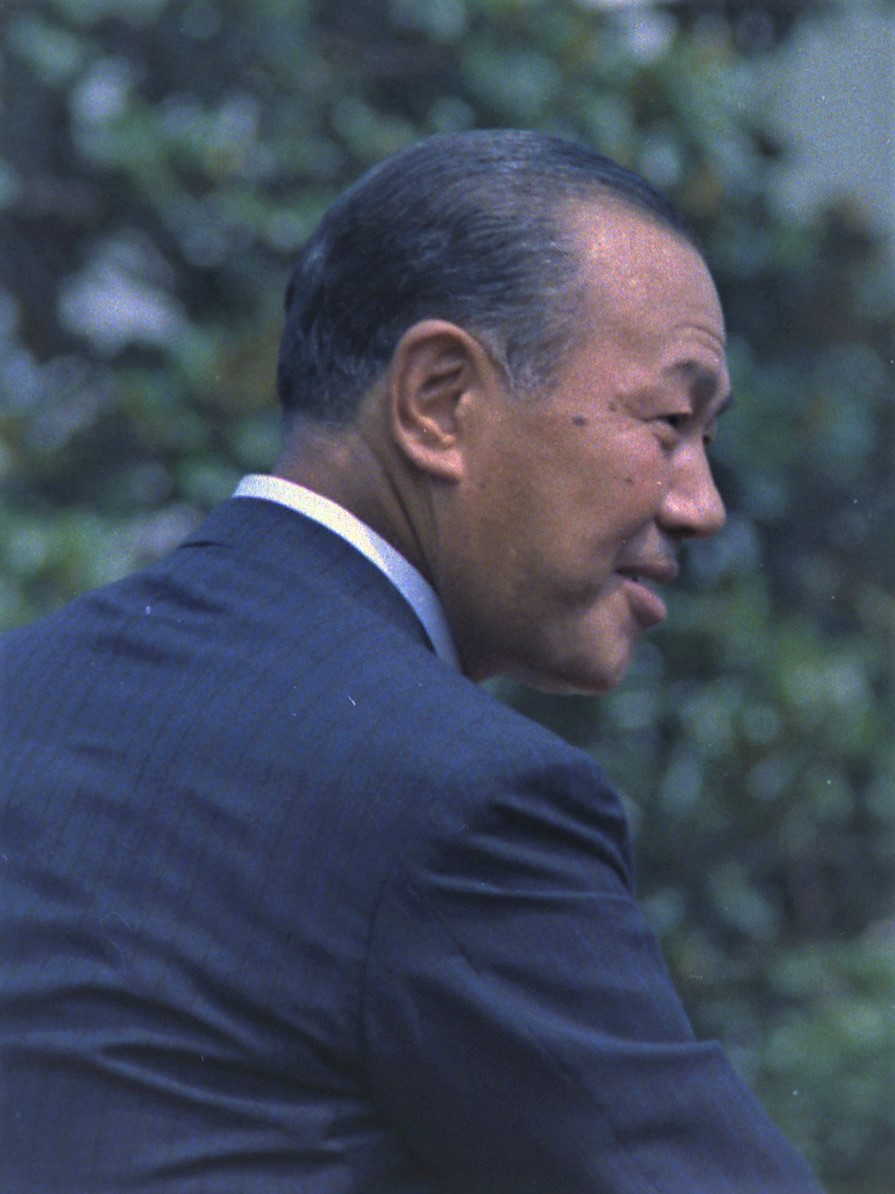
Kakuei Tanaka en 1973. Durante su mandato como primer ministro de Japón, estuvo involucrado en una trama de soborno para incentivar la compra del Tristar por parte de All Nippon Airways.

En un esfuerzo por asegurar la cuota de mercado, Lockheed había sobornado en secreto a varios miembros del gobierno japonés para subvencionar la compra del L-1011 por parte de la aerolínea All Nippon Airways. Sin embargo, el asunto acabó saliendo a la luz y supuso un escándalo significativo, que se dio a conocer como el «escándalo Lockheed». Este fue uno de los varios escándalos de soborno en los que se vio involucrada la compañía durante los años 1960 y 70.
La trama de sobornos condujo a la detención del primer ministro japonés Kakuei Tanaka, así como de otros funcionarios del país. Dentro de Lockheed, el presidente de la junta directiva Daniel Haughton y vicepresidente de la misma y presidente de la compañía Carl Kotchian dimitieron de sus cargos el 13 de febrero de 1976. Tanaka fue juzgado y declarado culpable de violar las leyes de control de intercambios comerciales con el extranjero, pero no fue acusado de soborno, un delito que en Japón es considerado más grave. Las consecuencias del escándalo fueron negativas para Lockheed, dado que además de dañar la imagen de la compañía, se puso en peligro un contrato valorado en más de mil millones de dólares por la venta del P-3C Orion para la Fuerza Aérea de Autodefensa de Japón.

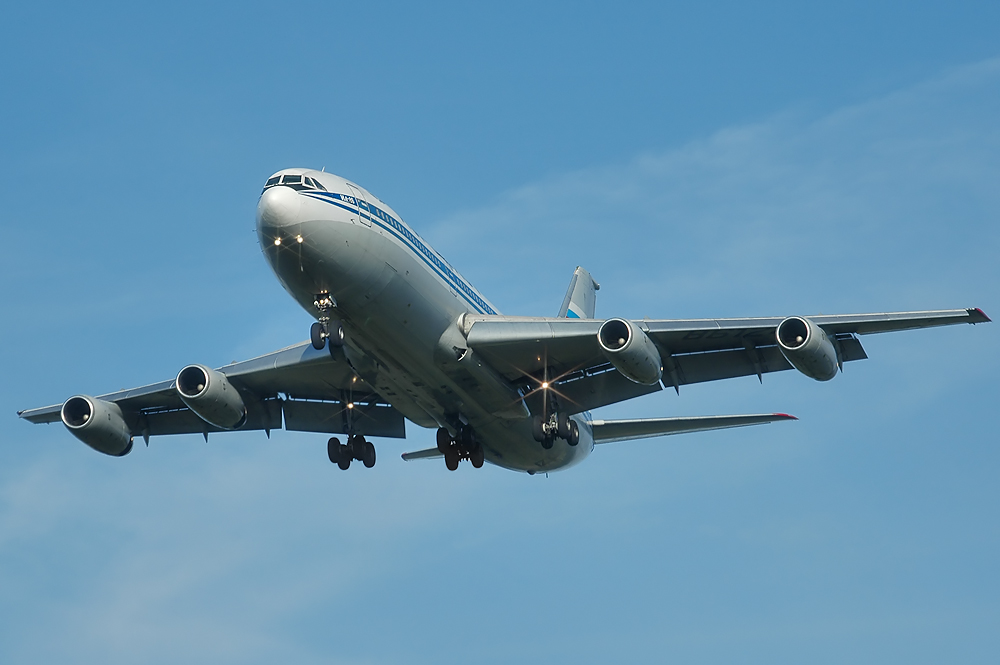
Un Ilyushin Il-86 de la aerolínea rusa Aeroflot. El retraso en el desarrollo de esta aeronave, aunado al periodo de acercamiento diplomático motivado por los acuerdos SALT, propició un intento de exportación a la Unión Soviética del L-1011 TriStar.

También Lockheed intentó aprovechar el periodo de détente creado a raíz de los acuerdos SALT durante la Guerra Fría para exportar el TriStar. En aquella época, la Unión Soviética carecía de un avión de pasajeros de fuselaje ancho, dado que su propio proyecto, el Ilyushin Il-86, se había retrasado. En el año 1974, la Lockheed presentó el TriStar a las autoridades soviéticas y miembros de Aeroflot, que posteriormente iniciaron negociaciones para la compra de 30 TriStar y la adquisición de una licencia de producción para fabricar hasta 100 unidades. Las conversaciones se vinieron abajo con la llegada al poder de Jimmy Carter, quién decidió cambiar la política internacional de los Estados Unidos. El TriStar también estaba en la lista del Coordinating Committee for Multilateral Export Controls (en español: «Comité Coordinador para el Control de la Exportación Multilateral») para la prohibición de exportación de tecnología avanzada a enemigos potenciales, siendo así un grave obstáculo para el acuerdo de exportación.

### Fin de la producción
Al no tener nuevas ventas, Lockheed decidió en 1981 suspender la comercialización del TriStar y finalizar la construcción de los aviones en lista de espera. El fracaso del L-1011 TriStar no fue tanto por la competencia del Airbus A300, el Douglas DC-10 o el Boeing 747, sino que fue víctima de los enormes costes y problemas de su propio desarrollo. A esto se le sumaron los problemas de liquidez por los que pasaba Lockheed en la misma época, causados primeramente por el sobrecosto del avión de transporte Lockheed C-5 Galaxy, que la Fuerza Aérea de los Estados Unidos no quiso asumir pagando un precio más alto, y más tarde por la cancelación del programa del helicóptero de combate Lockheed AH-56 Cheyenne. Además, la quiebra de Rolls-Royce unida al lento desarrollo del motor RB211 hizo retrasar el desarrollo de una variante que compitiese con la versión Douglas DC-10-30, lanzada en 1973, ya que no fue hasta 1979 cuando Lockheed respondió con el L-1011-500.
El hecho de que el L-1011 TriStar no alcanzara las ventas necesarias para obtener ganancias suficientes, hizo que Lockheed se retirase del negocio de la aviación comercial, centrándose desde entonces únicamente en su actividad como contratista militar.

## Diseño

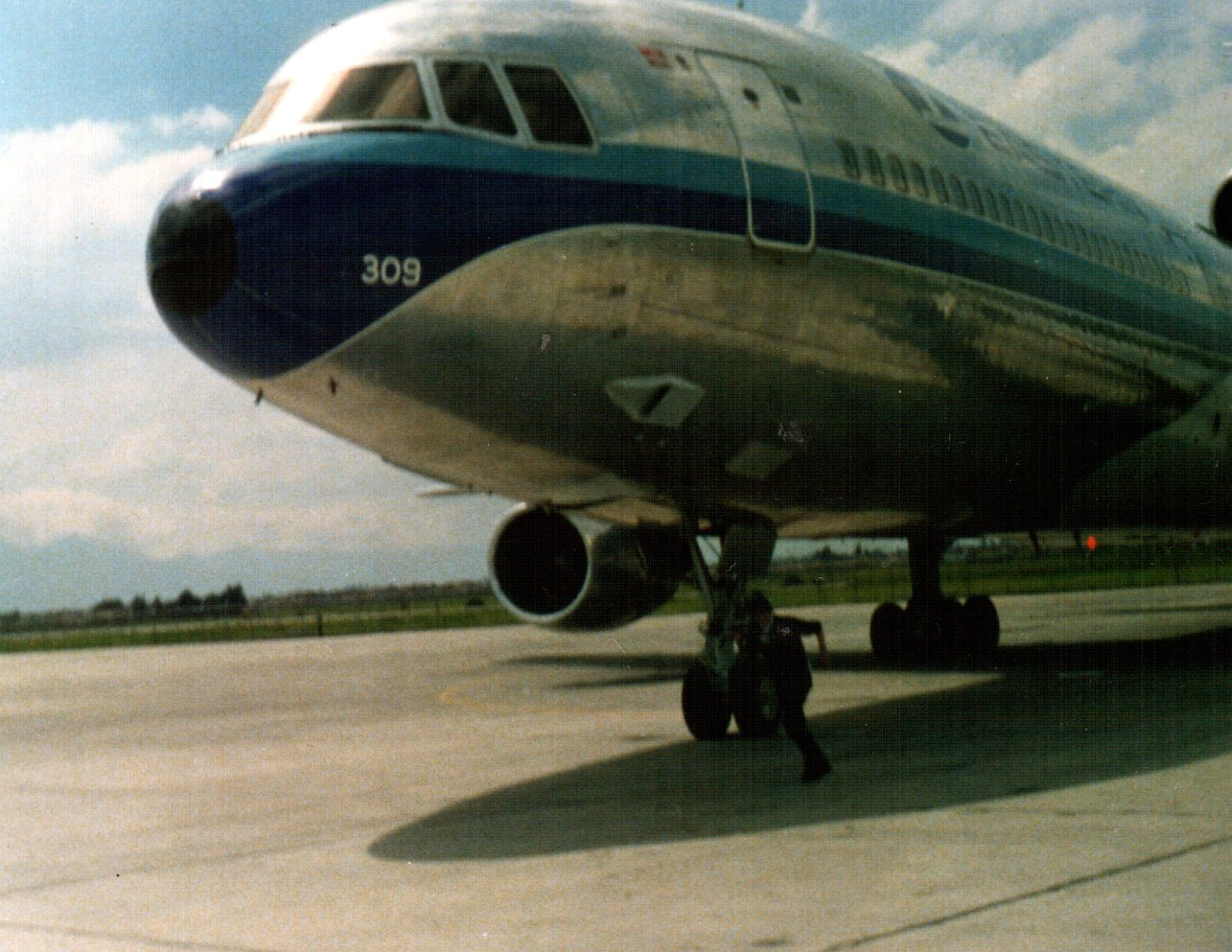
El L-1011-1 de Eastern Airlines, matriculado N309EA, sufrió un percance que llevó a la pérdida de 3 de las 4 líneas hidráulicas de las que dispone el avión. De este modo demostró la utilidad en la redundancia del sistema.

La versión inicial del L-1011 podía ser estructurada para 270 asientos divididos en 3 clases, o 400 en una única clase con una configuración de dos pasillos y diez butacas transversalmente (3-4-3). La compañía Rolls-Royce fue seleccionada como la suministradora de la planta motriz del avión. Los ingenieros de Lockheed creyeron que el constructor de motores inglés era la mejor opción para suministrar los motores del TriStar; siendo previamente evaluados y descartados los motores Pratt & Whitney JT9D y General Electric CF6. Escogieron los motores RB211 de ventilador grande porque tenían el nivel más bajo de consumo de combustible, gran fuerza de empuje y baja emisión de ruido y productos de combustión.
El L-1011 se caracterizó en la época por ser un avión novedoso en cuanto a los aportes tecnológicos que incorporaba, entre los que cabe destacar:
Cuatro luces anticolisiónLa mayoría de los aviones comerciales que volaban en la época solo tenían dos luces anticolisión, ya fuese la roja rotatoria o luces parpadeantes, una en la parte superior del fuselaje y la otra en el vientre. Para ser redundante, el L-1011 contaba con dos en la parte superior y dos en el vientre. En el caso de que una no funcionase, el avión podría continuar sin demorar el vuelo.
Funcionamiento de las puertasEn el L-1011 las puertas pueden deslizarse hacia arriba, introduciéndose en el fuselaje ya sea en situaciones de emergencia, o en modo manual. Esto supone que, en caso de una emergencia o evacuación, no existen obstáculos que impidan que las puertas se abran. En los demás aparatos comerciales del momento, estas puertas solo podían ser abiertas hacia dentro o hacia fuera.
Aire acondicionadoEl sistema de aire acondicionado del TriStar renueva totalmente el aire en la cabina cada 3 minutos, lo que proporciona un ambiente más agradable en el interior del avión. La mayoría de los aviones comerciales (incluso los modernos) emplean la recirculación de aire en la cabina de pasajeros con el fin de ahorrar combustible.
Sistema hidráulicoEl L-1011 dispone de 4 líneas independientes para el sistema hidráulico, aunque con un solo sistema hidráulico es suficiente para que el TriStar pueda volar de forma segura. Asociadas a las cuatro líneas hidráulicas hay un total de once bombas (cuatro accionadas por motor, dos unidades de transferencia de energía, dos motores de aire de la turbina, dos motores de corriente alterna y una turbina de aire de impacto) que permiten la reconfiguración del sistema en caso de problemas. El L-1011 fue también el primer avión comercial en incorporar una turbina de aire de impacto, que consiste en una pequeña hélice situada en el vientre del TriStar, que se extiende en el caso de que fallen los tres motores para generar la electricidad suficiente para mantener los sistemas vitales del avión. Esta redundancia del sistema hidráulico llegó a demostrar su utilidad en un vuelo de la Eastern Airlines en 1981 en el que tres de las líneas hidráulicas fallaron.
Piloto automático digitalEl L-1011 fue el primer avión comercial de fuselaje ancho en disponer de un piloto automático digital, el Collins FCS-240, en lugar de un sistema de pilotaje automático analógico.
Performance Management System (Sistema de Gestión de Rendimiento)En algunos aviones, para poder mantener la velocidad óptima de crucero durante un vuelo era necesario realizar numerosos movimientos del acelerador y correcciones. En otros aviones, muchas compañías aéreas optaban por volar a una velocidad mayor que la de crucero, que llevaba a un mayor consumo de combustible. El Sistema de Gestión de Rendimiento del TriStar fue diseñado para mantener la velocidad con el cambio del nivel de vuelo. Si la velocidad estaba por encima de la cifra elegida, se enviaba una orden al estabilizador horizontal, por lo que la aeronave ascendía un máximo de 50 pies para perder velocidad; también se podía enviar la orden contraria para ganar velocidad.

### El motor Rolls-Royce RB211

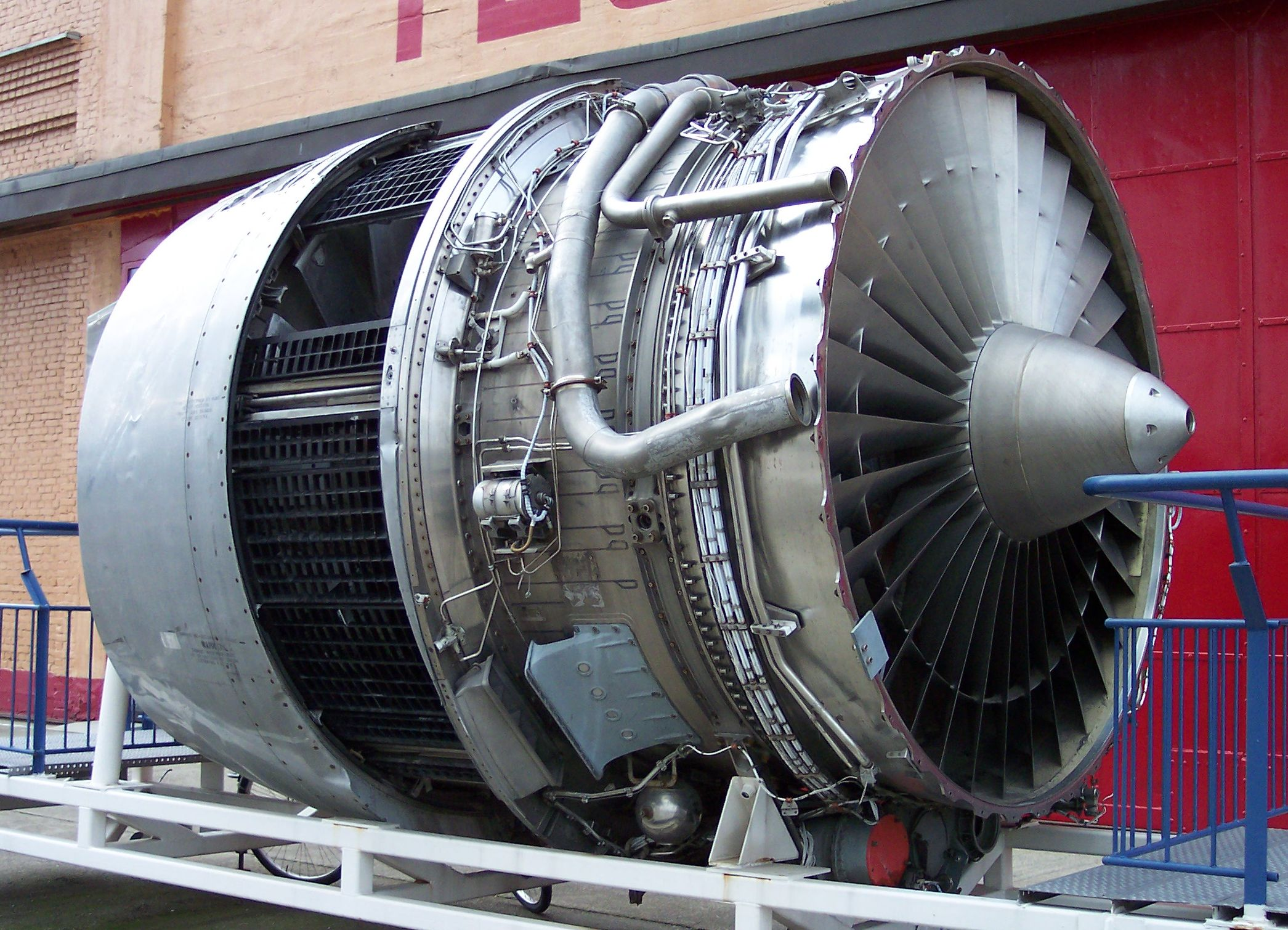
Motor Rolls Royce RB211 como el empleado por el Lockheed TriStar.

El L-1011 fue equipado con tres motores turbofán de alto índice de derivación Rolls-Royce RB211 diseñados por el fabricante británico Rolls-Royce, empleando principalmente dos variantes del mismo: el RB211-22B en las primeras versiones y el RB211-524B en las versiones más modernas.
| Motores RB211 utilizados en el L-1011 | Motores RB211 utilizados en el L-1011 | Motores RB211 utilizados en el L-1011 | Motores RB211 utilizados en el L-1011 | Motores RB211 utilizados en el L-1011 | Motores RB211 utilizados en el L-1011 | Motores RB211 utilizados en el L-1011                                        |
| Motor                                 | Empuje                                | Peso (kg)                             | Longitud (m)                          | Diámetro (m)                          | Año                                   | Aplicado en las variantes                                                    |
| ------------------------------------- | ------------------------------------- | ------------------------------------- | ------------------------------------- | ------------------------------------- | ------------------------------------- | ---------------------------------------------------------------------------- |
| RB211-22B                             | 186,82 kN (42 000 lbf)                | 4 170,78                              | 3,02                                  | 2,15                                  | 1972                                  | Lockheed L-1011-1 Lockheed L-1011-50 Lockheed L-1011-100 Lockheed L-1011-150 |
| RB211-524B                            | 222,41 kN (50 000 lbf)                | 4 451,55                              | 3,10                                  | 2,18                                  | 1976                                  | Lockheed L-1011-200 Lockheed L-1011-250 Lockheed L-1011-500                  |

## Variantes

### Variantes de producción

#### L-1011-1

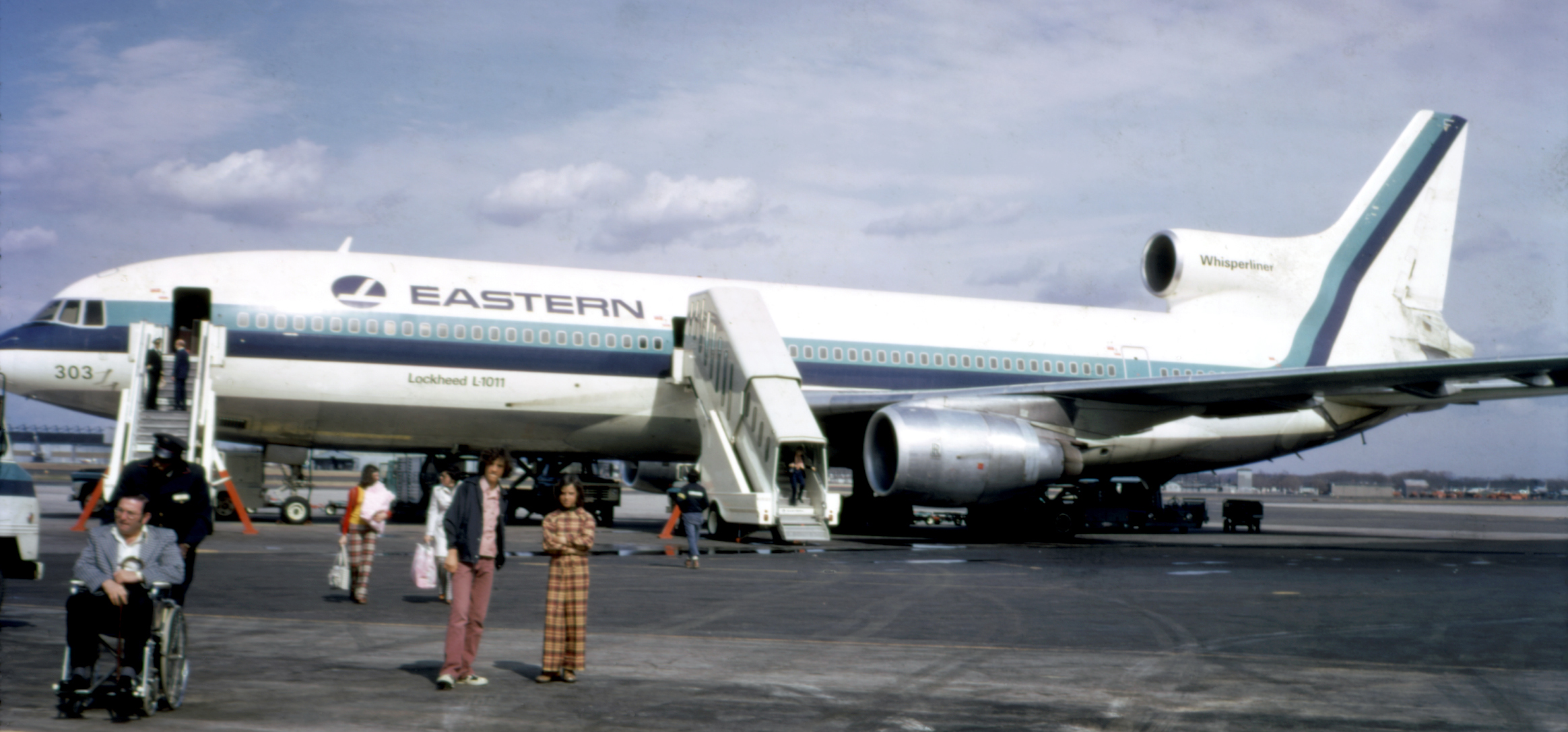
Un L-1011-1 de Eastern Airlines, matriculado N303EA.

El L-1011-1 (número de certificación de la FAA L-1011-385-1) fue el primer modelo de producción del TriStar, diseñado para vuelos de medio y corto alcance, y sirvió de base para las variantes posteriores. Esta variante fue adquirida por Air Canada, All Nippon Airways, Cathay Pacific, Eastern Airlines y otros operadores de ruta regionales que requerían de una aeronave de fuselaje ancho. La compañía Pacific Southwest Airlines compró dos L-1011-1, que diferían de los demás aviones de la versión -1 al tener una cubierta más baja que la de serie. Esta versión específica para la Pacific Southwest también era la única entre los aviones de fuselaje ancho, al disponer también de una pasarela de embarque integrada en el fuselaje. El primer L-1011-1 fue entregado a la compañía Eastern Airlines el 5 de abril de 1972.
De la variante L-1011-1 se llegaron a fabricar 161 unidades, antes de que la producción finalizase en 1983, aunque la mayoría de estos (119 del total) se completaron durante un período de cuatro años, entre 1972 y 1975. La mayoría de las ventas del L-1011-1 fueron a los operadores de Estados Unidos, reuniendo entre únicamente tres aerolíneas —Delta, Eastern, y TWA— 110 unidades de esta versión. Otros dos aviones fueron vendidos a una cuarta compañía estadounidense, la Pacific Southwest Airlines.

#### L-1011-100

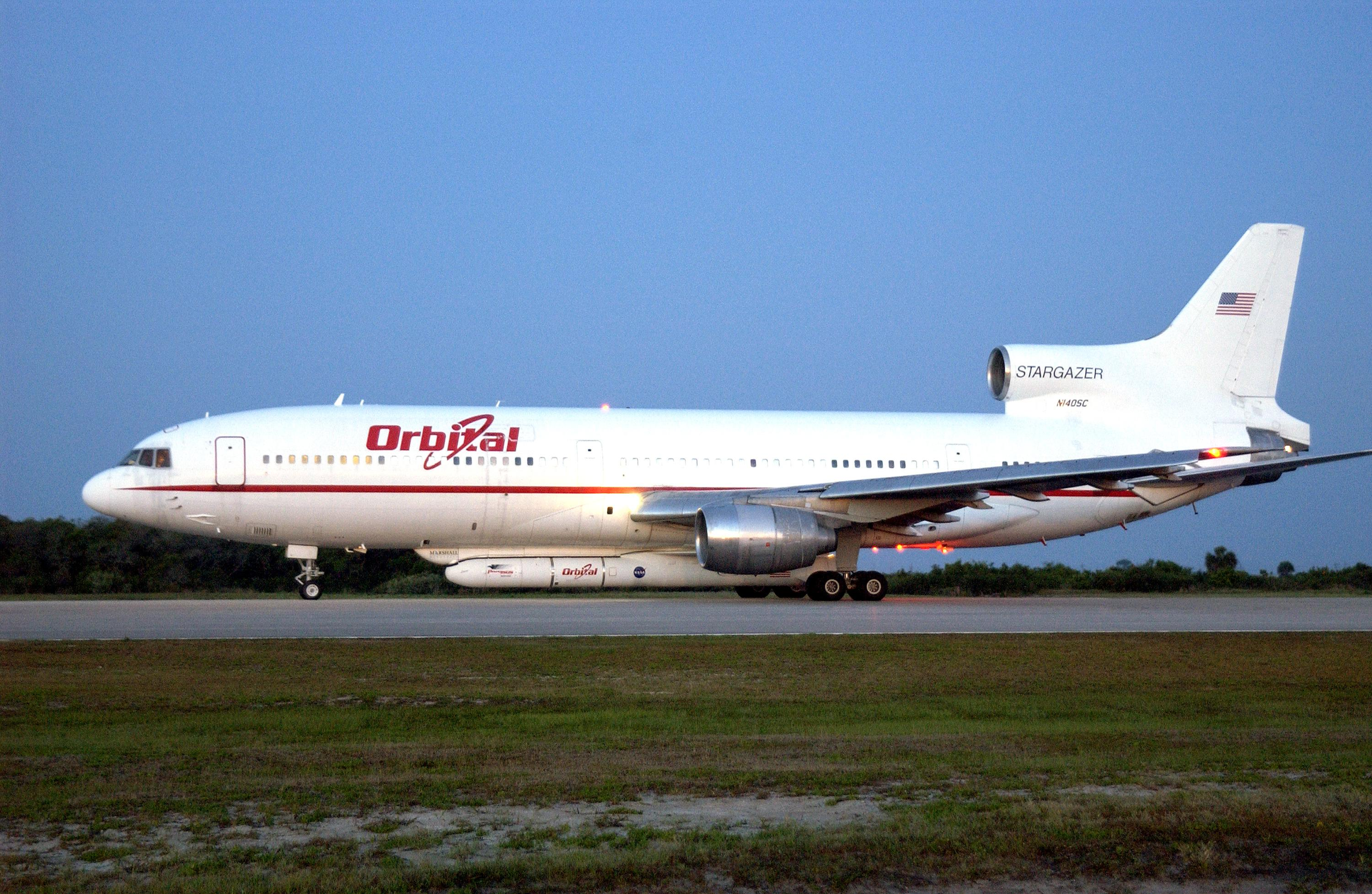
Un L-1011-100 de Orbital Sciences, matriculado N140SC, portando un cohete Pegasus XL.

El L-1011-100 (número de certificación de la FAA L-1011-385-1-14) fue la segunda variante de producción del L-1011 y voló por primera vez en 1975. Incorporaba un tanque central de combustible nuevo y un peso bruto superior que aumentó el rango de alcance de la aeronave en casi 1.500 km. Los pedidos de lanzamiento de esta versión fueron realizados por las compañías Saudia y Cathay Pacific, encargando dos unidades cada una en mayo de 1974. Las primeras entregas tuvieron lugar en junio de 1975.
La variante -100 fue adquirida también por varias líneas aéreas con rutas de largo alcance, tales como TWA, Air Canada y BEA. Los dos primeros L-1011-100 (números de fabricación 1110 y 1116) fueron entregados a Saudia con la misma capacidad de combustible del L-1011-1 (número de certificación de la FAA L-1011-385-1-14), y posteriormente fueron actualizados a la versión L-1011-200.
De la variante L-1011-100 fueron fabricadas un total de 14 unidades.

#### L-1011-200
El L-1011-200 (número de certificación de la FAA L-1011-385-1-15) fue la tercera versión del L-1011 TriStar en entrar en producción y fue introducida en 1976. Saudia fue el cliente de lanzamiento para la serie -200, recibiendo el primero de ellos el 27 de mayo de 1977, y llegando a operar una flota considerable hasta 1998. En total fueron fabricados 24 aviones de la variante L-1011-200.
Aunque este modelo es estructuralmente similar a la serie L-1011-100, el L-1011-200 utiliza los motores Rolls-Royce RB211-524B, en lugar de los motores -22B, que mejoraban el rendimiento en condiciones de calor y gran altitud. Aparte de la diferencia en la motorización, el TriStar 200 básico es similar al L-1011-100. Su peso máximo de despegue era de 211  000 kg, y la capacidad de combustible de 100.000 litros, al igual que el L-1011-100. La posibilidad de aumentar del peso bruto hasta los 215 000 kg era posible, con un derivado que se ofrecía como Lockheed -200IS o -200 Mejorado. Al igual que otras mejoras del TriStar, se ofreció a las compañías que lo utilizaban un programa de conversión.

#### L-1011-500

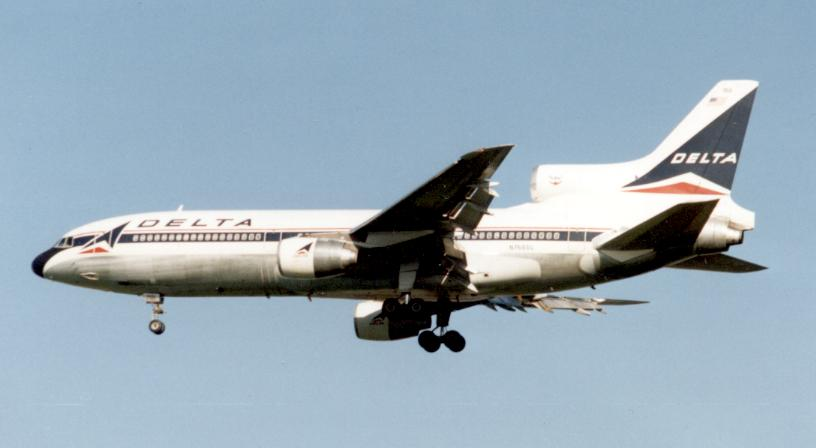
Un L-1011-500 de Delta Air Lines.

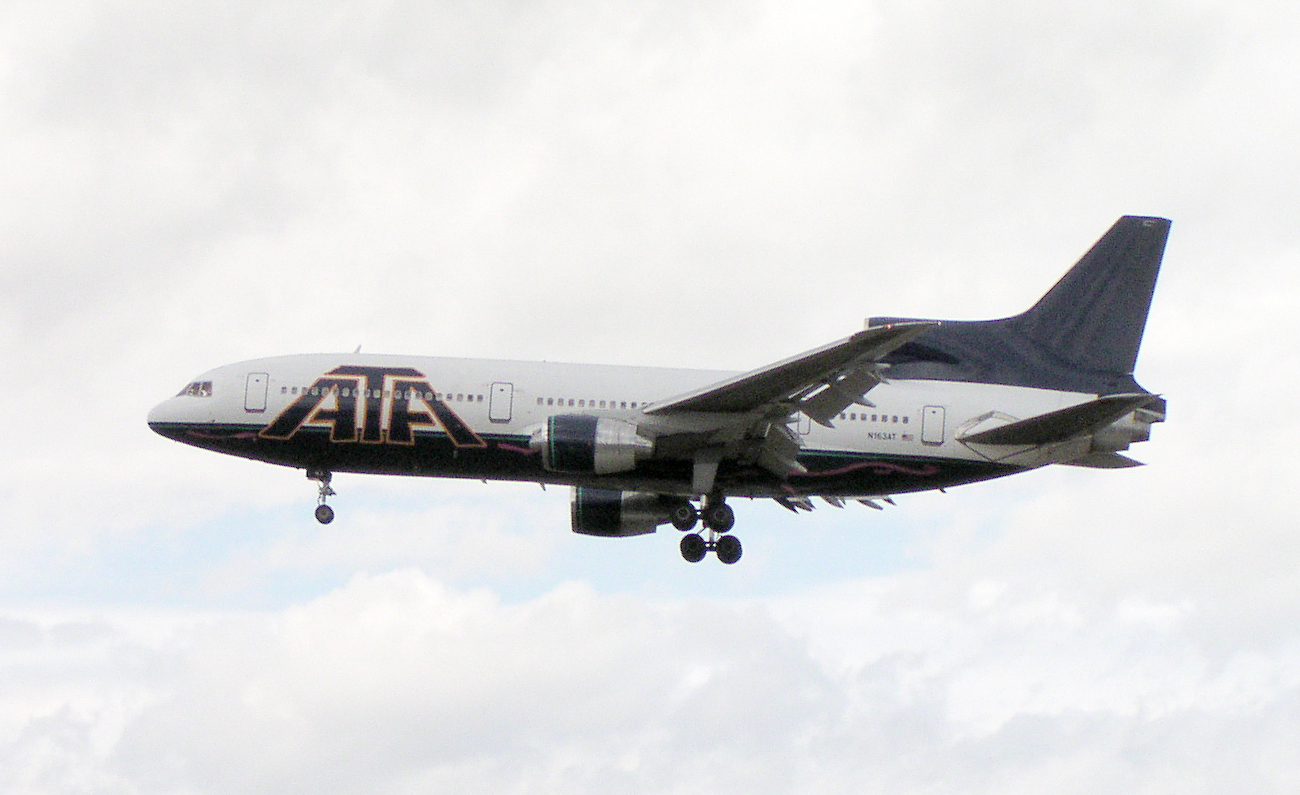
Un L-1011-500 de ATA Airlines.

El L-1011-500 (número de certificación de la FAA L-1011-385-3) fue la última variante del TriStar en ser producida. El L-1011-500 era una versión con mayor radio de alcance, que realizó su primer vuelo en 1978. La longitud de su fuselaje se acortó en 4,3 metros, y se hizo una reducción de dos puertas de embarque con respecto a las series anteriores. También se instalaron los potentes motores que equipaban a la serie L-1011-200. La variante L-1011-500 fue popular en algunas aerolíneas, y formó una parte importante de compañías aéreas como British Airways, Delta Airlines o TAP Portugal.
El TriStar 500 tiene una longitud total de 50,04 metros y una envergadura de 50,09 metros. Lockheed desarrolló algunas mejoras aerodinámicas y tecnológicas para el TriStar 500 que incluyen: una modificación en la estructura alar, mejoras en la toma de aire de los motores, puntas de las alas extendidas y «alerones activos» o sistema de control activo (ACS).
El TriStar 500 está equipado con los motores más potentes Rolls-Royce RB211-524B. Este motor ofrece 50 000 libras de empuje cada uno, pero posteriormente también se ofreció con el 524B4 mejorado (también conocido como el -524B4I) de 50 000 libras de empuje, pero que ofrecía una mayor eficiencia de combustible.
La capacidad máxima del TriStar 500 es de 315 pasajeros, aunque no llegó a operar con esa configuración en ninguna compañía. El avión está equipado con seis salidas, dos menos que los TriStar de las versiones anteriores.
De la variante L-1011-500 se llegaron a construir un total de 50 aparatos.

### Variantes de modernización

#### Mejora en los L-1011-1
El L-1011-1 tiene un peso máximo de despegue de 195.000 kg, y un peso máximo de aterrizaje de 167.000 kg, aunque estos pesos varían de un avión a otro en función de la edad, la especificación, el número de serie y la configuración del aparato.

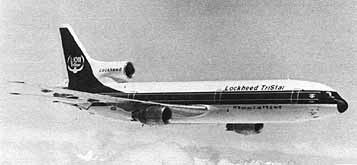
Prototipo del Lockheed L-1011-1. Al poco tiempo de entrar en servicio, se descubrió que los aviones de la serie 1 ofrecían un rendimiento por debajo de lo previsto. Para solucionar estos problemas, Lockheed ofreció diversas mejoras estructurales para que este modelo alcanzase un mejor rendimiento.

Lockheed descubrió muy pronto que los TriStar sufrían un peso estructural mayor al estimado, además de unos motores más pesados y un consumo de combustible mayor que el previsto. Para corregir estos problemas y para cumplir con las garantías de rendimiento, la compañía desarrolló un kit estructural que permitió que el peso máximo de despegue aumentase en los aviones de producción. Los problemas de peso fueron sin embargo un duro revés para las ventas iniciales del TriStar. Estos primeros aviones (número de construcción 1002 hasta 1012) son conocidos por Lockheed como el Grupo 1 de aeronaves y es una variante que no es considerada como estándar, dado que tiene mayor peso en vacío. También han sido apodados como aviones de «pre-capacidad de carga», y se hace referencia a estas aeronaves en algunos sectores de la industria con el nombre despectivo de «trineos de plomo».
Los aviones del Grupo 1 tenían un peso en vacío de operación (OEW) de 114.600 kg, aproximadamente 5.800 kg mayor que las versiones de producción más tardía, mientras que los aviones del Grupo 2 (número de construcción 1013 hasta 1051) tienen un OEW de 112.000 kg, unos 2100 kg más elevado. Estos aviones en general también tienen diferentes centros de gravedad, estando más adelantados en estas versiones más tempranas, lo que los hacía más restrictivos a mayores pesos brutos. Las aeronaves del Grupo 1 y Grupo 2 (números de construcción desde el 1002 hasta el 1051) solo se pueden actualizar a las versiones -50 o -150, aunque el Grupo 1 de aeronaves siguen manteniendo sus inconvenientes de funcionamiento. Los L-1011-1 del número de fabricación 1052 en adelante son el Grupo 3 de aviones y son totalmente actualizables a todas las variantes hasta la especificación -250.

##### L-1011-50
El L-1011-50 fue una versión mejorada del L-1011-1 con un aumento del peso máximo al despegue de los 195.000 kg a 200.000 kg, aunque sin llegar a contar con mayor capacidad de combustible. El -50 solo estaba disponible como un paquete de conversión de los L-1011-1 y nunca llegó a construirse como una aeronave nueva.
A la variante L-1011-50 se convirtieron un total de 27 aeronaves de la serie -1.

##### L-1011-150

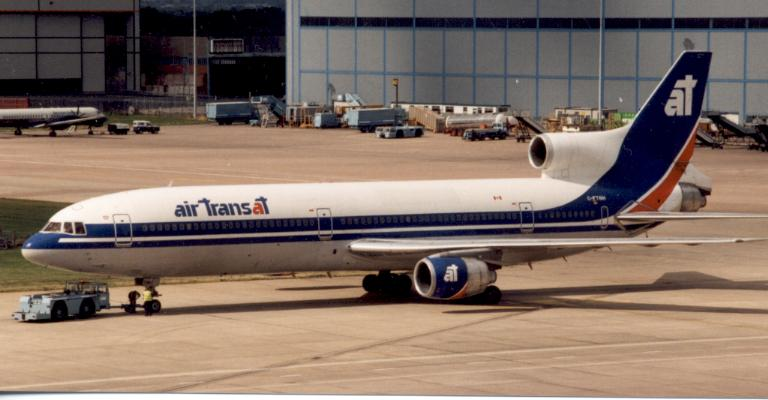
Un L-1011-150 TriStar de Air Transat.

El L-1011-150 fue un desarrollo del L-1011-1 con el peso máximo al despegue incrementado, como una conversión de los L-1011-1 ya fabricados. La L-1011-150 consiste en la conversión de los aviones L-1011-1 del Grupo 1 y Grupo 2 a un peso máximo de despegue de 210.000 kg, lo que supone un aumento de 18.000 kg, cerca de 10% más que el L-1011-1, dando a los aviones una radio de alcance ligeramente mayor que en la versión -50, pero sin disponer del tanque de combustible adicional, era menor que la del L-1011-100. El primer avión fue convertido por la compañía MBB en Lemwarder (Alemania) durante el invierno de 1988-89, y entregado a Air Transat el 11 de mayo de 1989.
A la variante L-1011-150 se modificaron un total de 5 unidades.

##### L-1011-250
El L-1011-250 fue desarrollado como una actualización de los últimos modelos del L-1011-1 y de todos los L-1011-100 y L-1011-200. Se incrementó el peso máximo al despegue hasta los 230.000 kg, y la capacidad de combustible de los 89.335 litros, hasta los 119.735 litros. En esta variante también se utiliza el motor RB211-524B4I actualizado, versión que podría ser fácilmente actualizada desde los motores RB211-524B del L-1011-200, pero requería una nueva remotorización desde los L-1011-1 y L-1011-100, que utilizaban el RB211-22B. La mejora permitió que el L-1011-1 alcanzase las características de larga distancia del McDonnell Douglas DC-10-30.
Esta versión era aplicable a todos los modelos L-1011, por lo que Lockheed había previsto un total de 50 a 60 conversiones a este estándar. No obstante, Delta Air Lines fue la única aerolínea que tomó la decisión de mejorar seis L-1011-1 a la versión -250.

#### Conversiones a cargueros
Un total de seis L-1011 han sido convertidos a aviones de carga, uno de los cuales lo fue por la compañía Hayes International (actualmente Pemco Aeroplex), y los otros cinco eran L-1011-200 convertidos por Marshall Aerospace.

#### L-1011-500 de la Royal Air Force (RAF)

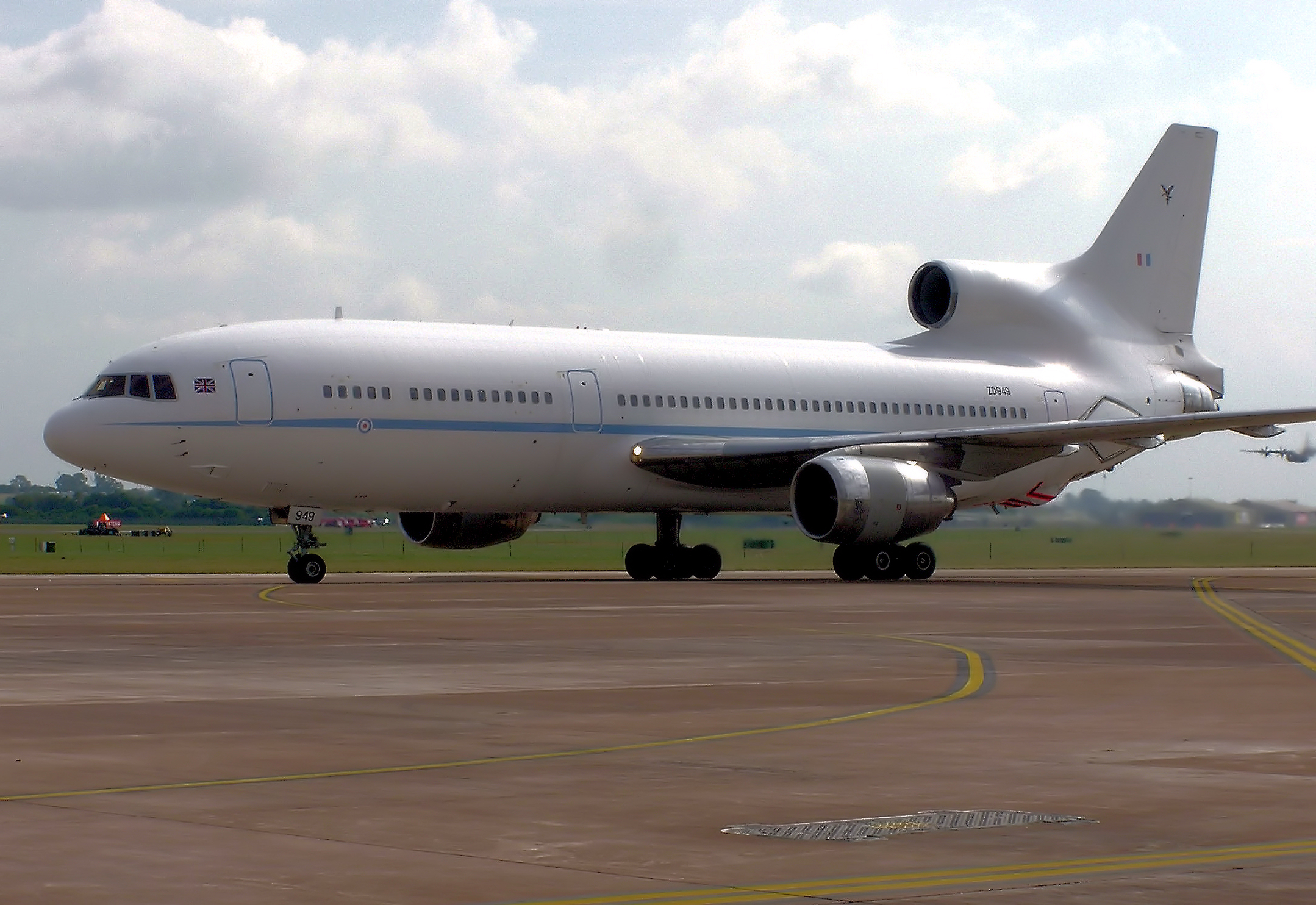
Un L-1011-500 Tristar K.1 (ZD949) durante el Royal International Air Tattoo de 2005 que se celebró en la base aérea RAF Fairford (Gloucestershire, Reino Unido).

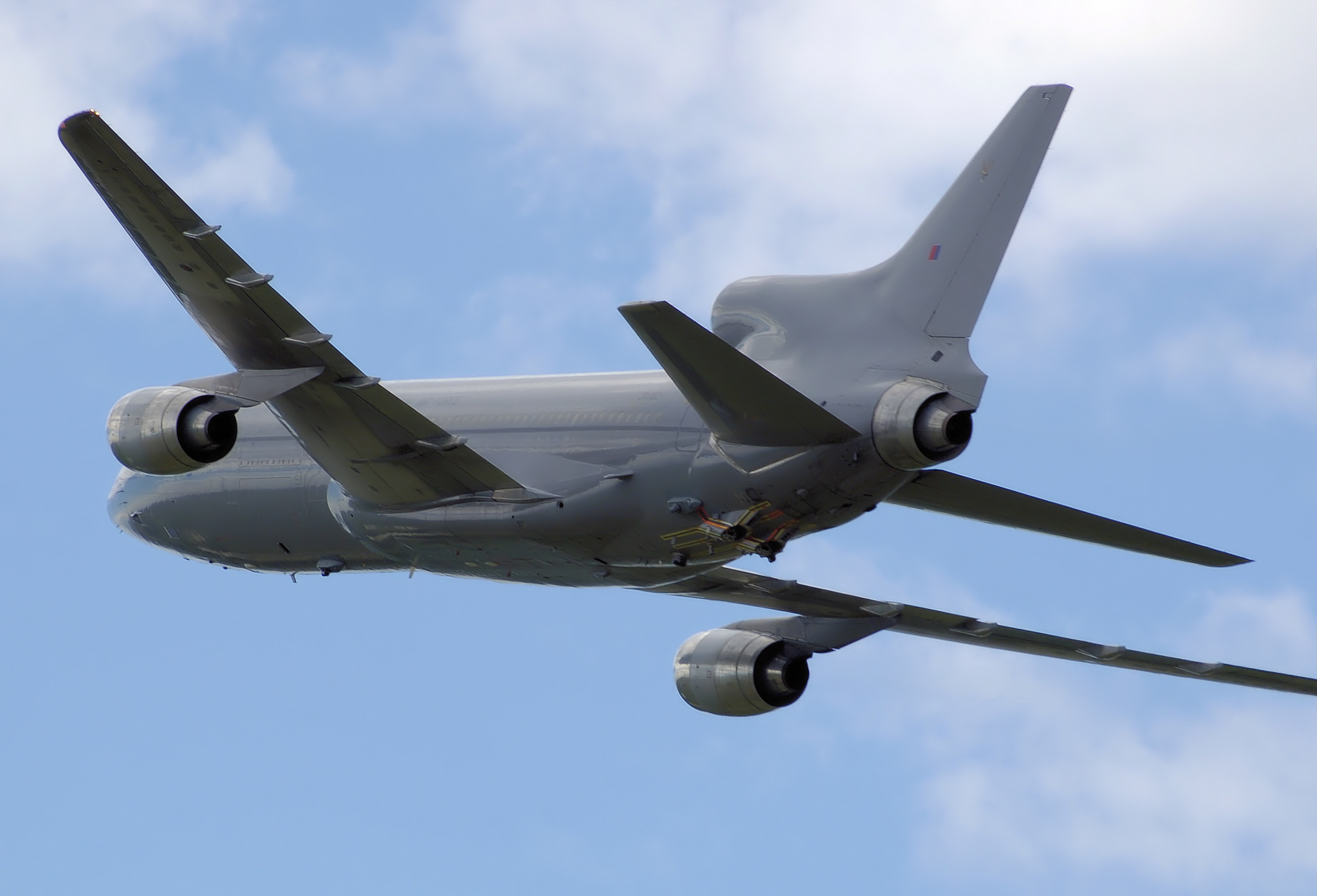
Un L-1011-500 Tristar KC.1 (ZD952) de la Royal Air Force.

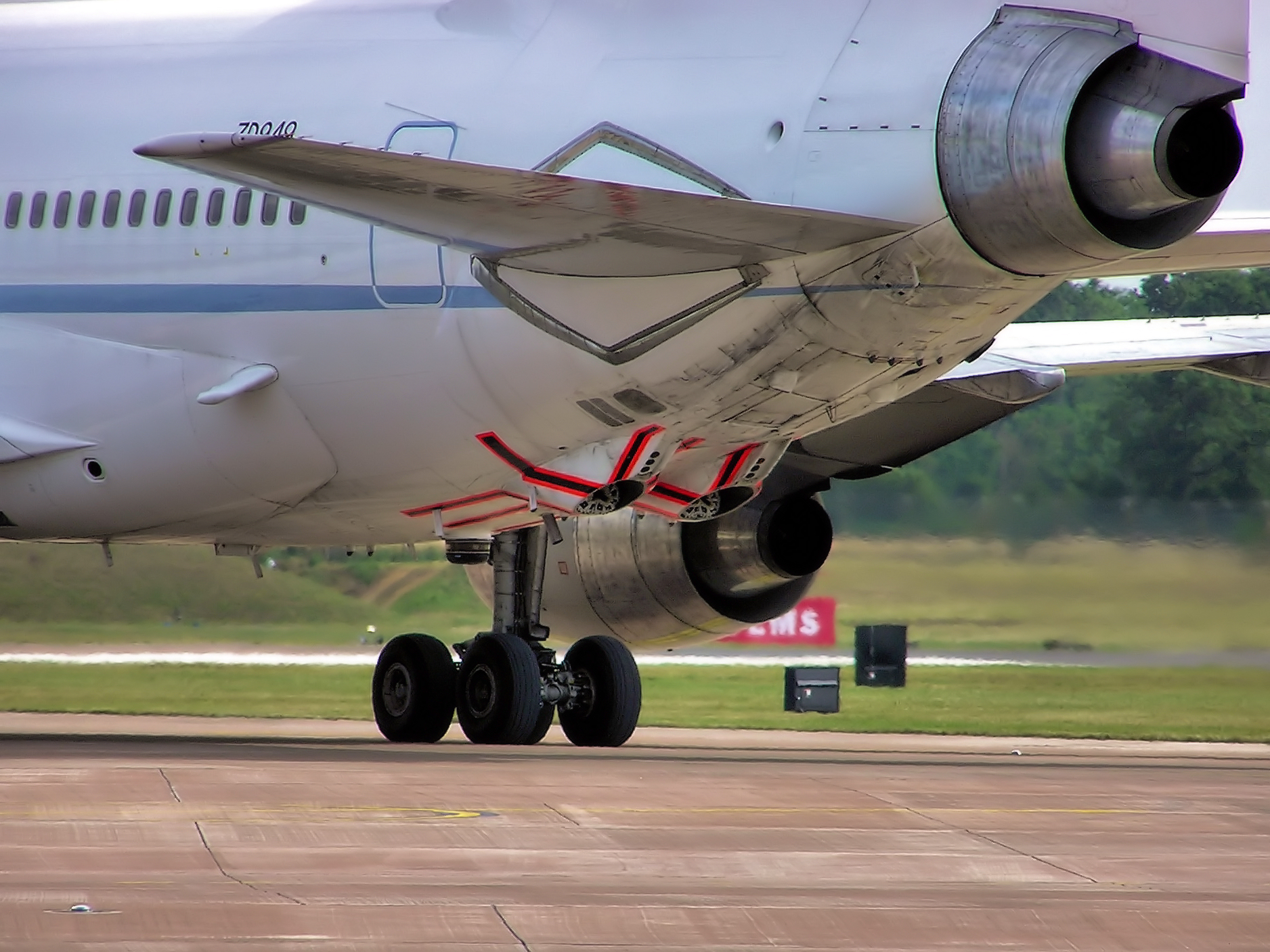
Detalle de las cestas de reabastecimiento en vuelo del L-1011-500 Tristar K.1 (ZD949).

Un total de nueve L-1011-500 TriStar, seis pertenecientes a la British Airways y tres de la Pan Am, fueron adquiridos por la Royal Air Force británica para ser utilizados como aviones de carga y de repostaje en vuelo. Los TriStar fueron comprados inmediatamente después del cese de las operaciones de la Guerra de Las Malvinas para mejorar la capacidad de largo alcance de la RAF en misiones de transporte y reabastecimiento en vuelo. Un pedido inicial por las aeronaves TriStar de British Airways fue realizado el 14 de diciembre de 1982, al que se le sumó la compra de tres aviones de la Pan Am en 1984.
Marshall Aerospace realizó la modernización de los TriStar. Dos de las aeronaves son aviones de pasajeros y repostaje, designados TriStar K1. Otros cuatro pueden operar como aviones de repostaje, así como cargueros o avión de pasajeros, conocidos como TriStar KC1. Los tres restantes son aviones de pasajeros: dos TriStar C2 y el solitario TriStar C2A. Este último se diferencia de los C2 en que cuenta con distinta aviónica y un interior renovado.
TriStar K1
Conversión de antiguos TriStar 500 de British Airways para misiones de transporte y repostaje (no disponen de una compuerta de carga); dos aviones.
TriStar KC1
Conversión de antiguos TriStar 500 de British Airways para misiones de transporte, carga y repostaje; cuatro aviones.
TriStar C1
Conversión de antiguos TriStar 500 de British Airways utilizados como aviones de pasajeros antes de ser convertidos a la versión de repostaje.
TriStar C2
Conversión de antiguos TriStar 500 de Pan Am utilizados como aviones de pasajeros; dos aviones.
TriStar C2A
Una antigua unidad de TriStar 500 de Pan Am utilizado como avión de pasajeros, que cuenta con diferente aviónica que la de los dos C2.

### Variantes propuestas
Lockheed planeó construir algunas versiones del L-1011 TriStar que jamás pasaron de la fase de estudio. Eran las versiones L-1011-300 TriStar, L-1011-400 TriStar y L-1011-600 TwinStar.

#### L-1011-300 TriStar
Era una versión alargada en 9 metros, lo que hacía una longitud total de 63,2 metros, capaz de sentar a un máximo de 453 pasajeros en una sola clase, creándose una cabina inferior capaz de llevar a 45 pasajeros. Su peso máximo al despegue sería de 206 800 kg y su alcance de 2.610 km. Esta versión fue propuesta a la compañía japonesa All Nippon Airways, que necesitaba de un avión de gran capacidad para las rutas cortas, aunque finalmente acabó eligiendo el Boeing 747-100SR en su lugar, por lo que Lockheed paró el desarrollo.

#### L-1011-400 TriStar
Era una versión basada en el fuselaje del L-1011-500, pero con la estructura del ala y tren de aterrizaje del L-1011-1, y con los motores Rolls-Royce RB211-22B con un diez por ciento menos de potencia. Pensado para rutas cortas, sería capaz de transportar entre 200 y 250 pasajeros y tendría menos peso que la versión -500.

#### L-1011-600 TwinStar
Era una versión basada en L-1011-500, pero con dos motores Rolls-Royce RB211-524B en lugar de los tres del TriStar, y con una parte trasera totalmente rediseñada. Esta versión estaba pensada para transportar entre 200 y 250 pasajeros, y se había propuesto que hiciese la competencia al Airbus A300-B2. De haber continuado el proyecto, estaba pensado que entrase en el mercado en 1985.

## Operadores

### Aviación civil

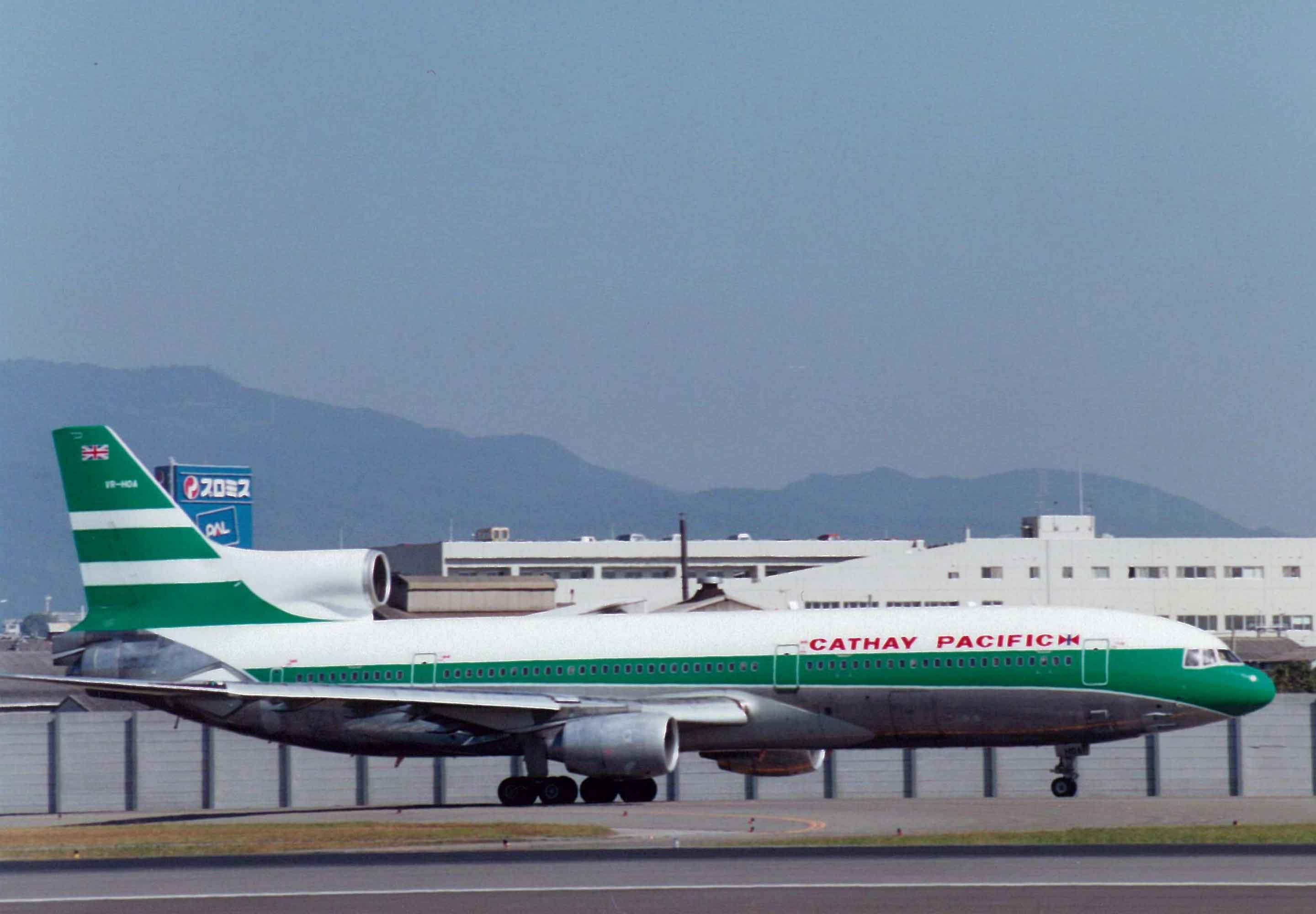
L-1011 perteneciente a Cathay Pacific en el Aeropuerto de Osaka.

Delta Air Lines fue la empresa que operó el mayor número de L-1011 TriStar, con un total de 70 aparatos pedidos y un máximo de 56 operando al mismo tiempo. La aerolínea Cathay Pacific eventualmente se convirtió en la mayor empresa no estadounidense que empleaba esta aeronave, tras adquirir varios aparatos de la Eastern Airlines tras la desaparición de la misma, operando de este modo un total de 21 aeronaves.
La mayoría de los grandes usuarios del L-1011 ya han retirado este modelo de sus respectivas flotas. La Cathay Pacific retiró sus L-1011 de su flota en octubre de 1996, con la llegada de los Airbus A330-300. La Trans World Airlines retiró su último L-1011 en 1997. Por su parte, la Delta Air Lines los sustituyó en el año 2001 por aviones Boeing 767-300ER.
El L-1011 TriStar aún era empleado por pequeñas empresas en el inicio de su negocio. Tales empresas lo utilizan en negocios de vuelos chárter y en alquileres ACMI (Aircraft Crew Maintenance & Insurance; en español: «avión, tripulación, mantenimiento y contrato de seguro»). Un total de ocho Lockheed L-1011 estaban en servicio comercial a fecha de diciembre de 2010, siendo operados por: Privilege-Rollins Air (2), Air Charter Express (2), Elite Aviation (1), Las Vegas Sands Corp (1), Sky Capital (1) y SAM Intercontinental (1).

### Aviación aeroespacial

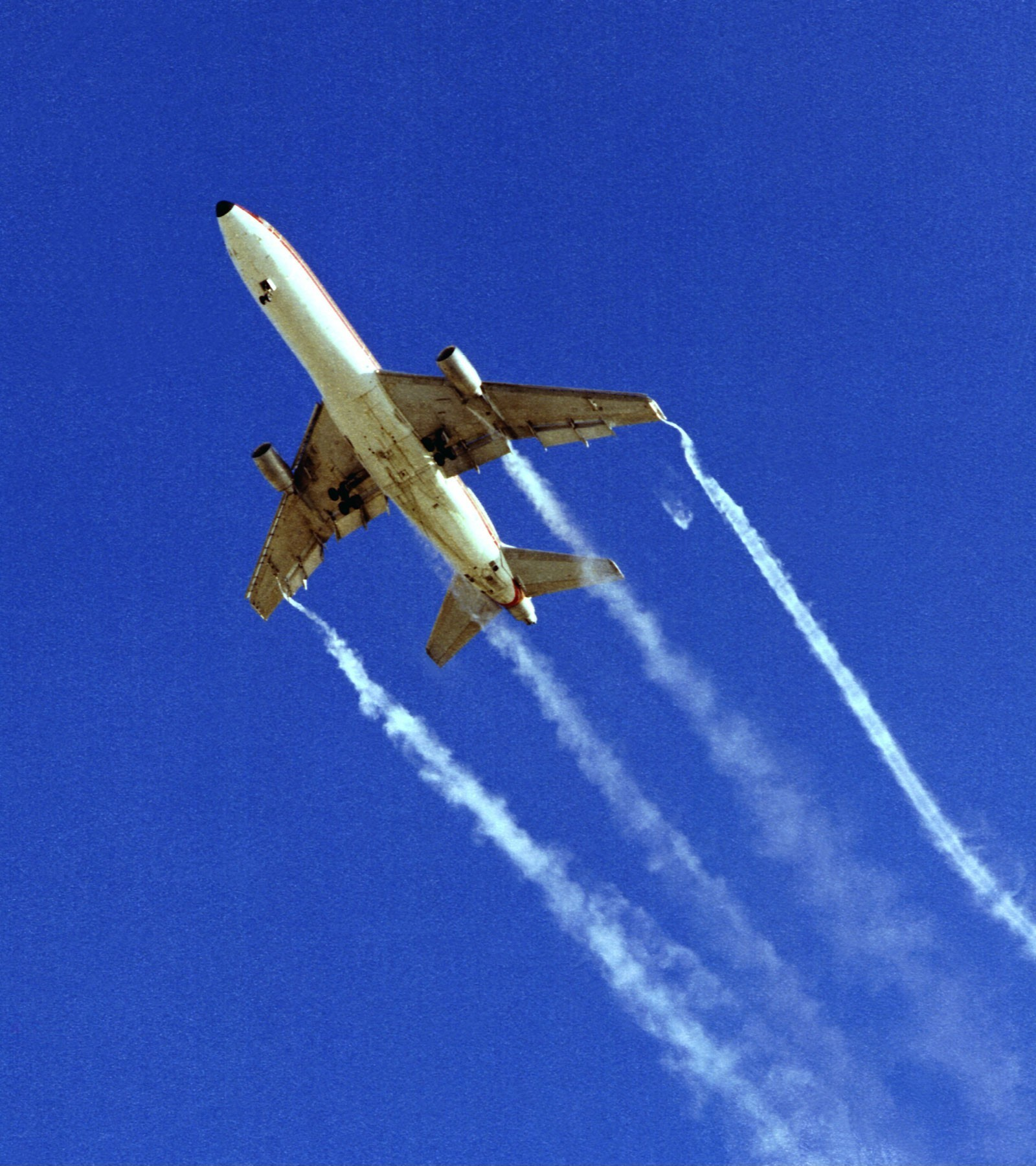
El L-1011-100 Stargazer de Orbital Sciences. En esta imagen se pueden apreciar los vórtices de punta de ala que genera el avión. Este experimento fue parte de una investigación de la NASA.

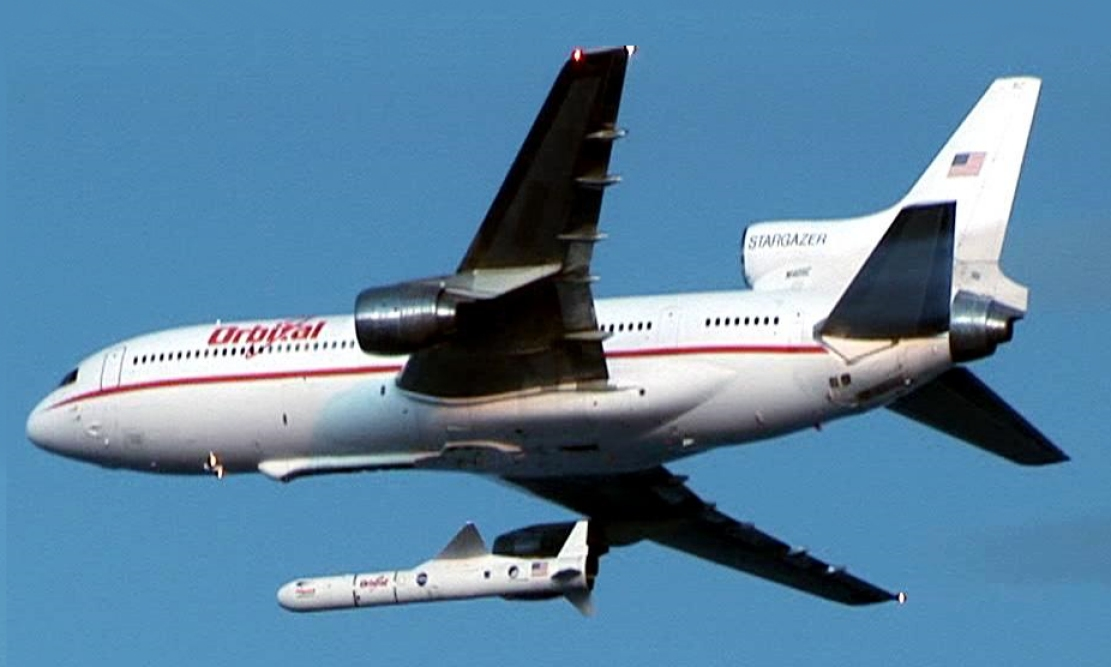
L-1011-100 Stargazer de Orbital Sciences lanzando el cohete Pegasus.

Al inicio de la década de 1990, la Orbital Sciences comenzó a utilizar una versión adaptada del L-1011-100, que recibió la denominación Stargazer (en español: «astrólogo»), para poner a los cohetes Pegasus en órbita sobre la Tierra. Esta aeronave también fue empleada para ayudar al Centro Dryden de Investigaciones de Vuelo de la NASA en los programas espaciales de los proyectos X-34 y X-43. La NASA también realizó investigaciones aerodinámicas en el L-1011 de la Orbital Science en 1995. En este experimento se analizaban los vórtices generados por el avión, debido a que son una fuente de resistencia aerodinámica, además de que se da la posibilidad de que puedan generar situaciones de peligro para los aviones pequeños que siguen a la aeronave más grande.

### Aviación militar

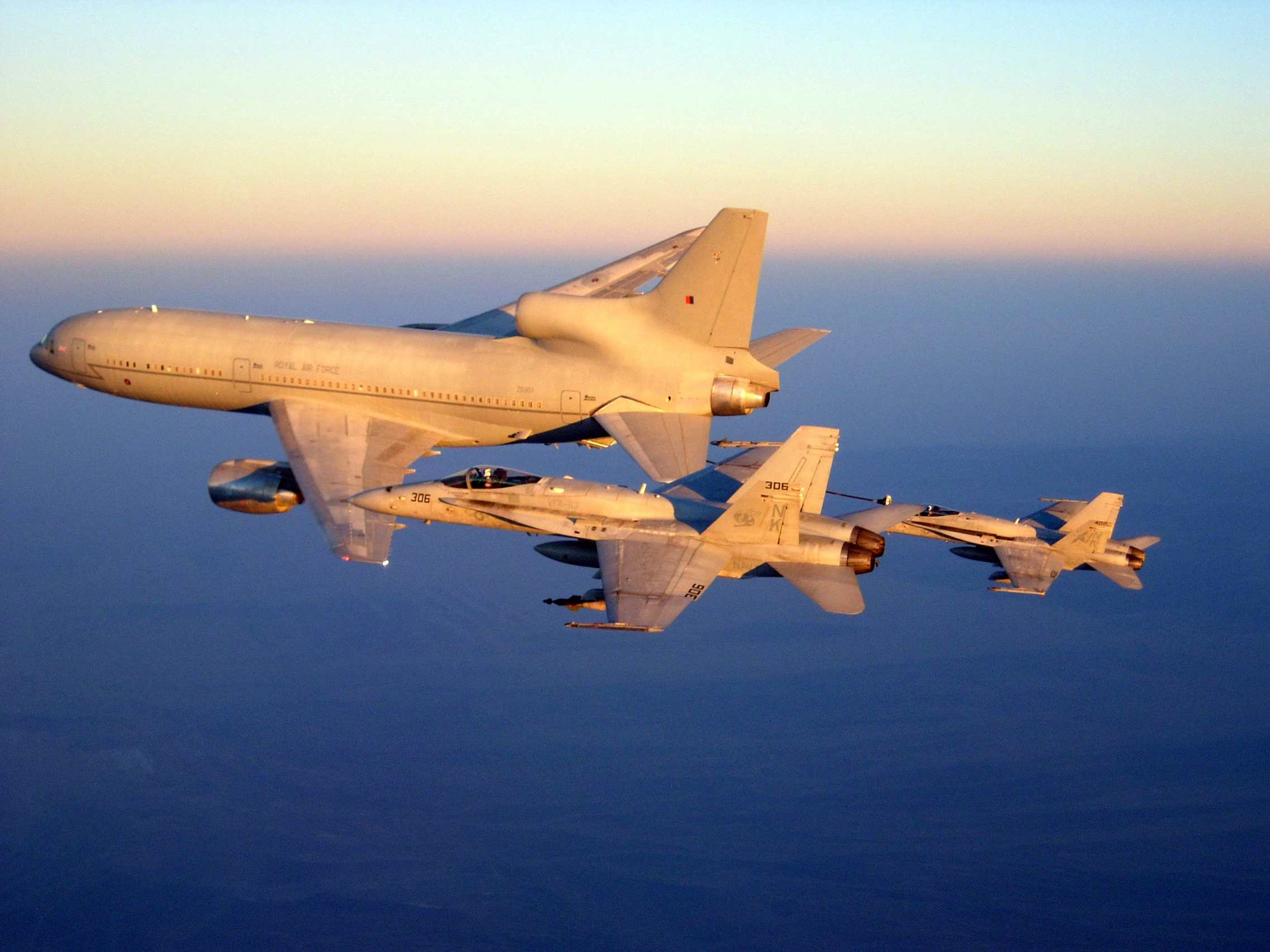
Un Lockheed Tristar K.1 (ZD951) reabasteciendo a un McDonnell Douglas F/A-18C Hornet de la Armada de los Estados Unidos en el espacio aéreo de Afganistán.

El TriStar también fue utilizado como aeronave de reabastecimiento en vuelo y como aeronave de transporte de pasajeros y carga para diversas fuerzas aéreas. En la actualidad su único operario militar es la Royal Air Force (RAF) que opera un total de nueve L-1011. Las aeronaves son L-1011-500 que anteriormente pertenecieron a la British Airways y a la Pan Am. Todas las aeronaves sirven en el Escuadrón 216 en la base aérea de RAF Brize Norton. Está previsto que los TriStar permanecerán en servicio con la RAF hasta el año 2015, cuando sean sustituidos por los Airbus A330 MRTT del programa Future Strategic Tanker Aircraft.

## Accidentes e Incidentes

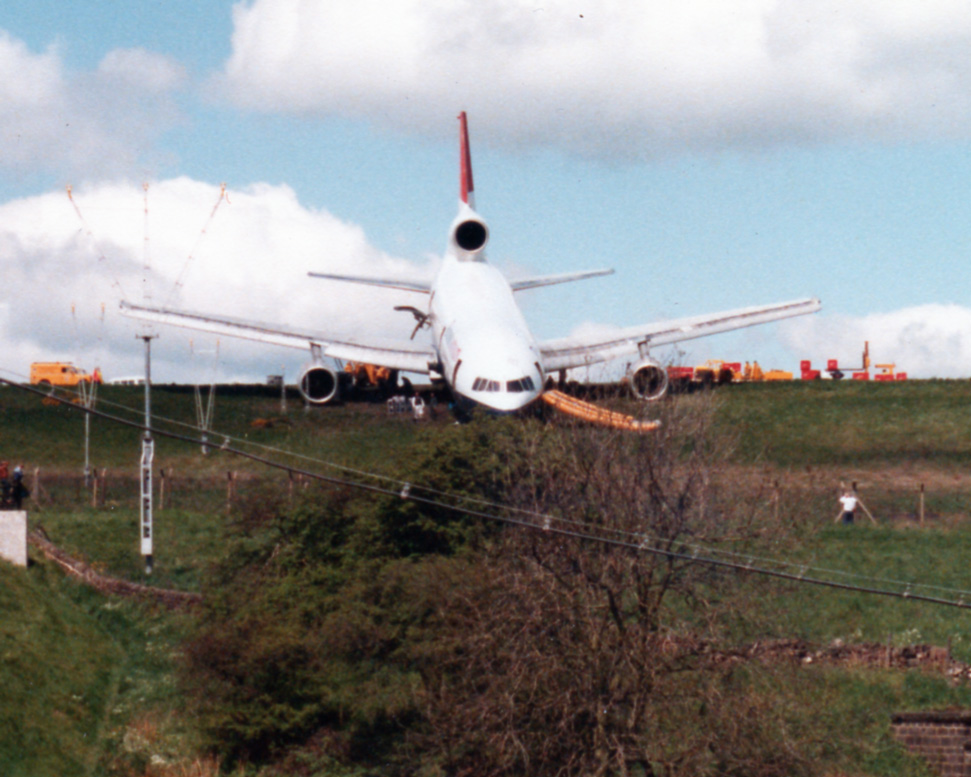
Salida de pista en el Aeropuerto Internacional de Leeds Bradford de un TriStar de la British Airtours en el año 1985.

Hasta agosto de 2008, el L-1011 ha estado involucrado en 56 incidentes, incluyendo 10 accidentes aéreos y 534 personas fallecidas.

### Incidencias y accidentes importantes
- El 29 de diciembre de 1972, se estrelló el vuelo 401 de Eastern Airlines en la región de los Everglades en Florida (Estados Unidos de América), como resultado de un fallo de la tripulación al comprobar erróneamente los instrumentos de vuelo. Esto fue debido a un problema con los indicadores del tren de aterrizaje.[96] Este accidente fue tema de dos películas para la televisión: Crash,  Gamebotz y El fantasma del Vuelo 401.[97] También el accidente fue presentado en el programa de televisión canadiense Mayday: Catástrofes aéreas, del canal National Geographic Channel.[98]

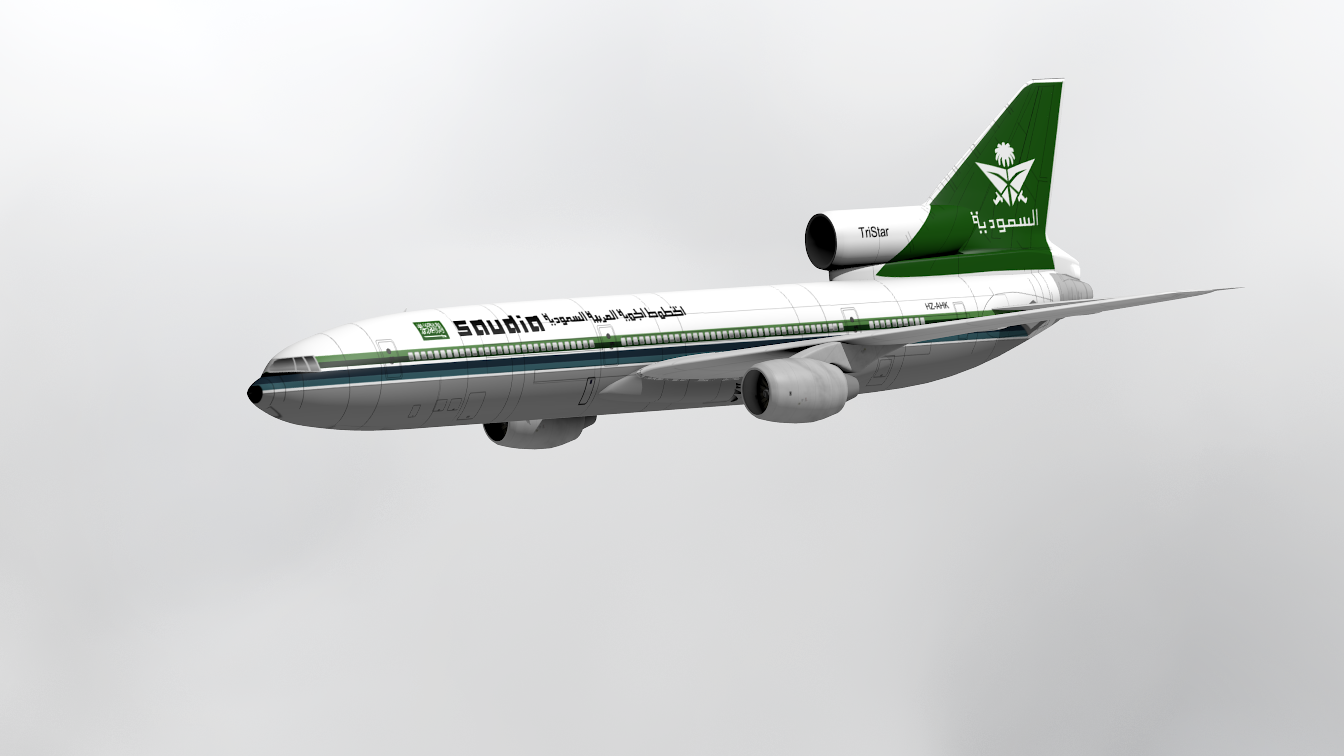
Representación virtual del L-1011 del vuelo 163 de Saudia.

- El 19 de agosto de 1980, un incendio destruyó en tierra al L-1011 utilizado por el vuelo 163 de Saudia, tras un aterrizaje de emergencia en el Aeropuerto Internacional de Riad debido al fuego que se había declarado en la parte posterior del avión. El retraso en el inicio de la evacuación se tradujo en la muerte de todos los 287 pasajeros y de los 14 tripulantes.[99][100]

- El 23 de diciembre de 1980, al L-1011 que realizaba el vuelo 162 de Saudia se le reventó un neumático en vuelo, que penetró en la cabina de pasajeros. El avión perdió la presurización de la cabina y dos de los pasajeros fallecieron al salir despedidos del aparato.[101]

- El 22 de septiembre de 1981, un L-1011 de Eastern Airlines, con matrícula N309EA,[61] en vuelo desde Newark (Nueva Jersey) hacia Puerto Rico, sufrió un grave fallo del motor de cola, explotando a 14.500 pies de altitud.[102] Los fragmentos de dicho motor causaron daño en los cuatro sistemas hidráulicos del avión. Sin embargo, el líquido hidráulico se perdió en 3 de los 4 sistemas ya que los fragmentos que impactaron en el fuselaje no penetraron los conductos del cuarto sistema hidráulico. El líquido de este sistema tuvo la suficiente presión para permitir a la tripulación el aterrizaje en el Aeropuerto Internacional John F. Kennedy, pero con un uso limitado de las superficies de vuelo. No hubo heridos.[103][104]

- El 5 de mayo de 1983, el Vuelo 855 de Eastern Airlines que realizaba la ruta de Miami hacia Nassau, sufrió una avería del motor número 2 debido a la baja presión del aceite, volviendo a Miami. Los dos motores restantes fallaron poco más tarde. Sin empuje, el vuelo 855 descendió desde los 13 000 hasta los 4 000 pies para reencender los motores. El vuelo regresó a la península de Florida sin heridos. El incorrecto mantenimiento de los motores fue el causante de la pérdida de aceite en los tres motores.[105][106]

- El 2 de agosto de 1985, el Vuelo 191 de Delta Airlines se accidentó cuando se encontraba realizando la aproximación al Aeropuerto Internacional de Dallas-Fort Worth en condiciones climáticas de cizalladura.[107] En el accidente fallecieron 8 de los 11 tripulantes y 128 de los 152 pasajeros a bordo, así como una persona en tierra.[108]

- El 3 de mayo de 1986, el vuelo 512 de Air Lanka, acabó explotando en tierra cuando estaba en el Aeropuerto Internacional Bandaranaike de Colombo (Sri Lanka), provocado por la explosión de una bomba en el compartimento trasero de carga. En esta explosión fallecieron un total de 21 personas y 41 quedaron heridas.[109] Se le atribuye la autoría de este atentado al grupo terrorista Tigres de Liberación del Eelam Tamil, que pretendían sabotear los planes de paz con el Gobierno de Sri Lanka.[110]

- El 30 de julio de 1992, el capitán del vuelo 843 de TWA abortó el despegue poco después de haberse separado de la pista del Aeropuerto Internacional John F. Kennedy, respondiendo así a una falsa señal de entrada en pérdida. El avión aterrizó violentamente, rompiendo un larguero del ala e incendiándose. Las 292 personas entre pasajeros y tripulación evacuaron el avión, con solo 10 heridos leves. El avión quedó destruido por el fuego.[111]

## Denominaciones y sobrenombres
Tanto la Asociación de Transporte Aéreo Internacional como la Organización de Aviación Civil Internacional designan una serie de denominaciones cortas para referirse a cada tipo de aeronave. El Lockheed L-1011 emplea las siguientes denominaciones para referirse a cada una de las variantes.
| Lockheed L-1011-1/ -50 / -100 / -150 / -200 / -250 | L11 | L101 |
| Lockheed L-1011-500                                | L15 | L101 |
| Lockheed L-1011 carguero                           | L1F | L101 |

Además de recibir el sobrenombre oficial de TriStar, el L-1011 también ha recibido los siguientes apodos:
- BiStar («dos estrellas»).
- Tritanic (juego de palabras con Titanic).
- The Whisperliner («el susurrador»).
- Lead sled («el trineo de plomo»).

## Aeronaves en exhibición
El Museo de Historia de las Aerolíneas en Kansas City (Misuri, Estados Unidos) ha obtenido un L-1011 en estado operativo para la colección permanente del museo, estando en exhibición desde enero de 2010. También el Delta Heritage Museum alberga una sección del prototipo del Lockheed L-1011.
Por otra parte, un L-1011-200 de la compañía Saudia se encuentra en exhibición en el museo de las Reales Fuerzas Aéreas Saudíes en Riad (Arabia Saudita).

## Especificaciones (L-1011-200 TriStar)
Referencia datos: Federal Aviation Administration, L-1011 Specificacions.

### Características generales
- Tripulación: 3 (piloto, copiloto e ingeniero de vuelo).
- Capacidad:

- 400 pasajeros en una clase o
- 330 pasajeros en dos clases o
- 253 pasajeros en tres clases.

- Carga: 90 848 kg
- Longitud: 54,20 m
- Envergadura: 47,30 m
- Altura: 16,87 m
- Superficie alar: 321,1 m²
- Peso vacío: 105 052 kg
- Peso máximo al despegue: 209 000 kg
- Planta motriz: 3× Turbofán Rolls-Royce RB211-524B.
  - Empuje normal: 222,4 kN (22 680 kgf; 50 000 lbf) de empuje cada uno.

### Rendimiento
- Velocidad máxima operativa (Vno): 0,95 Mach
- Velocidad crucero (Vc): 0,9 Mach
- Alcance: 7419 km (4006 nmi; 4610 mi)
- Techo de vuelo: 12 802 m (42 000 ft)

## Cultura popular
Películas

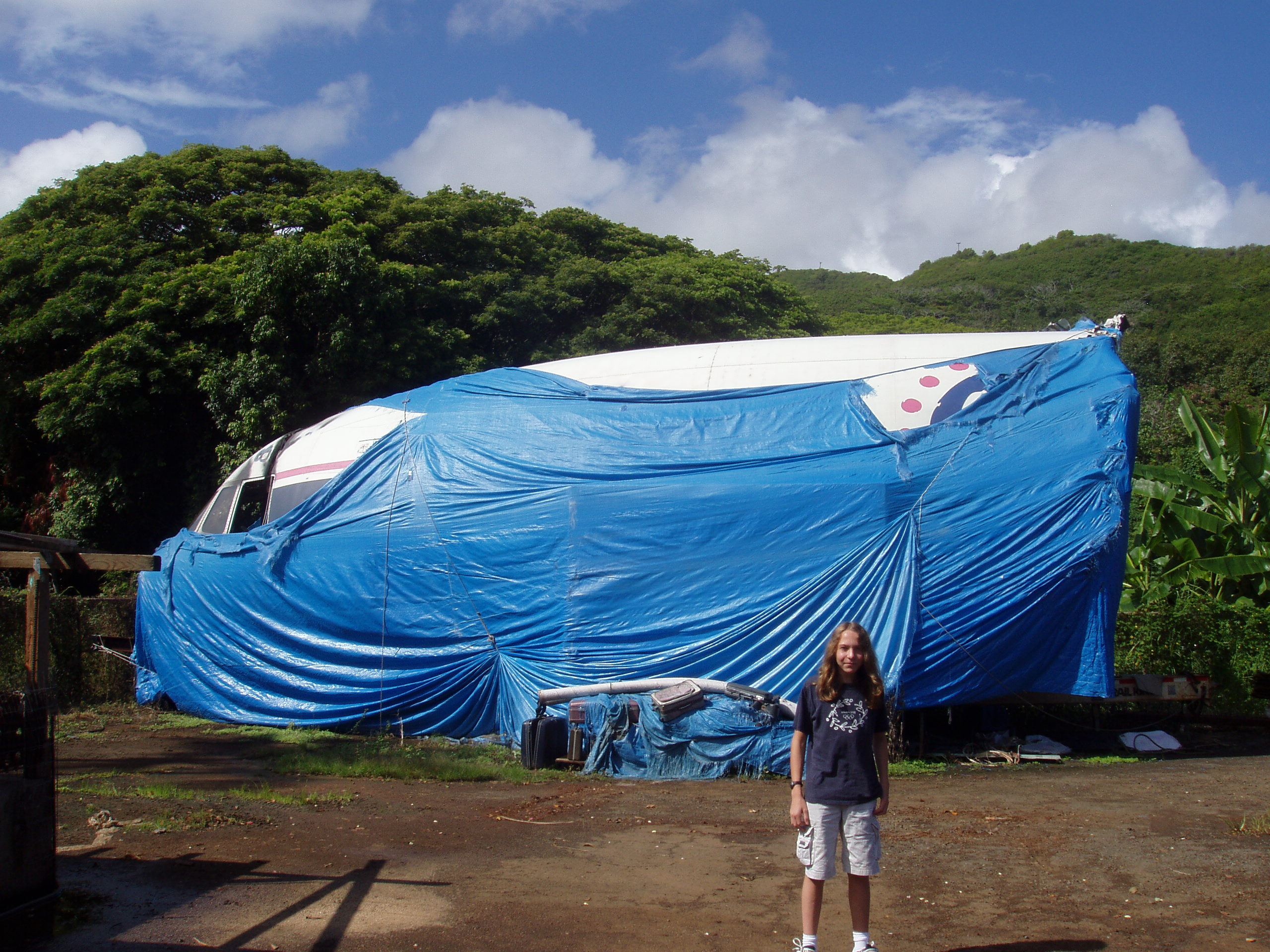
Sección delantera del L-1011 TriStar empleado para la serie de televisión Lost.

El avión empleado en el escenario del accidente del primer episodio la serie de televisión Lost es un L-1011 desmantelado, que anteriormente perteneció a Eastern Airlines y posteriormente a Delta Air Lines. En este episodio, el vuelo 815 de Oceanic Airlines era operado por un Boeing 777, en vez del Lockheed L-1011 al que pertenecen los restos del escenario.
El Tristar es el avión en que vuelan los personajes de la película para televisión The Langoliers, basada en una novela de Stephen King.
En el rodaje de la película Pasajero 57, protagonizada por Wesley Snipes, fue empleado un Lockheed L-1011-500.
Música
El L-1011 sirvió de inspiración para el nombre del grupo de música post-rock El Ten Eleven.
Videojuegos
Existe una aplicación para el simulador de vuelo Microsoft Flight Simulator, con la que se pueden realizar vuelos virtuales del L-1011 Tristar. Este videojuego, lanzado por la empresa Just Flight en el año 2001, incluye las variantes -100/-200/-250 y -500 del TriStar, así como 16 libreas de diferentes aerolíneas.
Fenómenos paranormales
También se relaciona al TriStar con una leyenda urbana en la que aparecen involucrados fenómenos paranormales. Después del accidente del vuelo 401 de Eastern Airlines, algunas partes del aparato accidentado fueron recuperadas tras la investigación del accidente, y empleadas como repuestos en otros aviones. Tras la reutilización de los componentes, varios empleados empezaron a difundir que se les aparecían fantasmas a bordo de estos L-1011. Las supuestas apariciones de los espíritus de Don Repo y Bob Loft, tripulantes del vuelo accidentado, empezaron a ser difundidas a través de diversos empleados de Eastern Airlines. No obstante, el director ejecutivo de la aerolínea calificó estas afirmaciones como basura, y desde la compañía se avisó a sus empleados que se podrían enfrentar al despido si seguían difundiendo estas historias de fantasmas.

### Desarrollos relacionados
- Lockheed TriStar (RAF)
- Stargazer

### Aeronaves similares
- McDonnell Douglas DC-10
- Airbus A300
- Ilyushin Il-86

### Secuencias de designación
- Aviones civiles de Lockheed: Vega (1928) • Model 10 Electra (1935) • Lodestar (1940) • Constellation (1943) • L-188 Electra (1956) • L-1329 JetStar (1961) • L-100 Hercules (1965) • L-1011 TriStar (1970)

### Listas relacionadas
- Anexo: Usuarios del Lockheed L-1011 TriStar